# 阿根廷总统
阿根廷国家总统（西班牙語：Presidente de la Nación Argentina），是阿根廷国家元首、政府首脑。根据阿根廷宪法，总统也是联邦政府的首席行政首长和武装部队總司令。现任总统哈維爾·米萊于2023年12月10日就职。
除其他权力和责任外，阿根廷国家宪法第99条赋予总统“发布执行法律所必需的指示和条例”、担任武装部队總司令、授权任命行政和司法官员（后者需经过参议院同意）、决定阿根廷外交政策、赋予赦免或暂停刑期的权力、通过必要性和紧迫性法令、并在一定条件下宣布对各省实行戒严状态或联邦干预。由于阿根廷共和国的联邦性质，国家总统不能行使宪法赋予各省省长的权力，同时也不能行使各省未授予国家的权力。部分总统权力与省长和布宜诺斯艾利斯市权力同时存在，例如非小学教育、卫生、环境和劳动政策、警察执法以及税收权。
总统与副总统同时通过直接、匿名和强制性的兩輪制选举投票产生，任期四年。自1994年宪法修正案后，总统拥有连任的可能。在总统缺席、生病、死亡、弹劾或辞职的情况下，副总统接任总统职务。
总统职务由1853年阿根廷宪法设立，此前一些宪法中存在过相同的头衔的职务，但由于其单一制结构而具有不同的职能。直到1947年，总统职务才允许由女性担任。
1853年至2022年间，共有25人当选总统职务，其中仅克里斯蒂娜·费尔南德斯·德基什内尔一名女性。还有7位副总统由于总统逝世或生病而担任总统，其中仅伊莎贝尔·庇隆一名女性。所有总统中，有七位被政变推翻（其中六人在1930年至1976年间被推翻），三名民选总统辞职。五位公民由于权力真空通过继任法担任总统。十二人以“总统”的名义强行篡权，但拥有立法和行政权力的总和，在某些情况下还行使制宪权。
1826年，在单一制政权和受质疑的立法机关下，首位以“拉普拉塔联合省总统”名义行使行政权的人是贝纳迪诺·里瓦达维亚。在他辞职后，该职位从阿根廷法律中消失，直到1853年在联邦政权和几乎没有民众参与的选举制度框架内通过新宪法恢复。胡斯托·何塞·德乌尔基萨通过选举担任新制度中首位“阿根廷邦联总统”。其继任者圣地亚哥·德尔基通过1860年阿根廷宪法修正案担任“阿根廷国家总统”。
罗德里格斯·萨阿是所有总统中担任最短的，仅7天。而胡利奥·阿亨蒂诺·罗加是所有总统中任期最长，共12年。伊波利托·伊里戈延是首位 通过匿名和强制投票（当时仅允许男性投票）。胡安·庇隆是首位通过匿名和男女强制投票，同时也是当选最多的人，分别在1946年、1951年和1973年，共三次。

## 由来

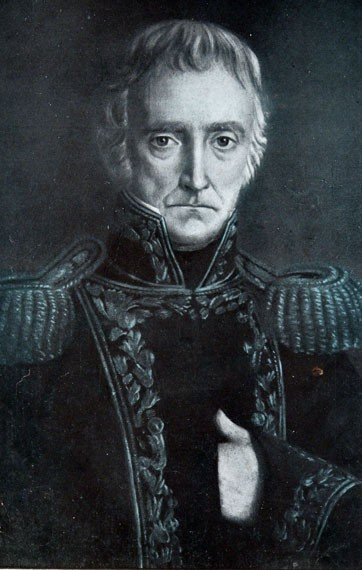
科内利奥·萨韦德拉，第一委员会。

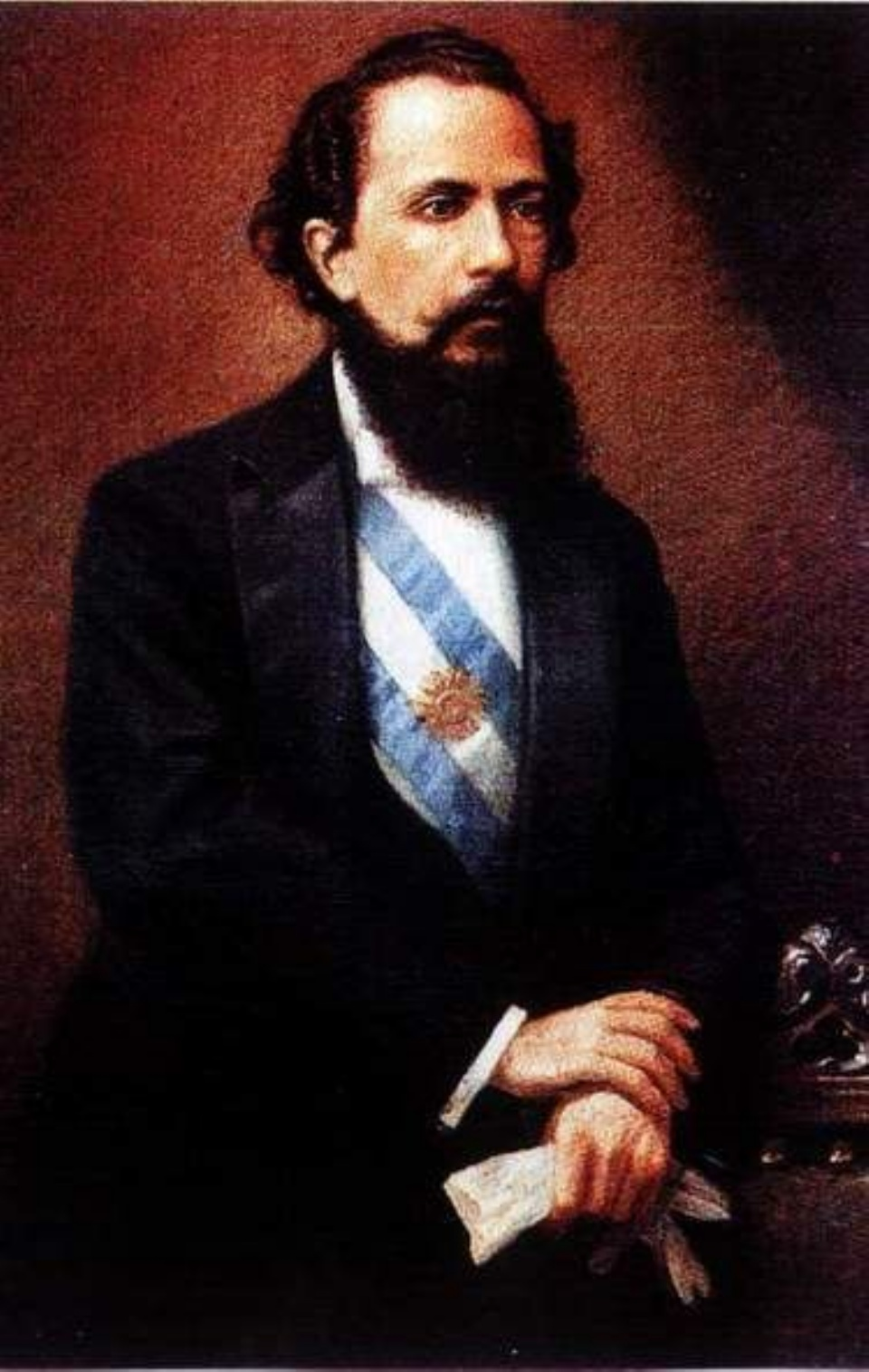
尼古拉斯·阿韦利亚内达是阿根廷最年轻的总统，37岁。

阿根廷作为一个国家的起源可以追溯到1776年，西班牙国王通过波旁改革将拉普拉塔总督辖区（包括现今阿根廷、玻利维亚、巴拉圭、乌拉圭以及巴西南部）从秘魯總督轄區划出。政府首脑仍然是西班牙国王，由总督在当地代表，通常总督出生于西班牙。

### 第一委员会
第一委员会（Primera Junta de Gobierno），正式名称为“以唐费尔南多七世先生的名义成立的拉普拉塔河各省临时管理委员会”（Junta Provisional Gubernativa de las Provincias del Río de la Plata a nombre del Señor Don Fernando VII），是1810年5月25日在拉普拉塔总督辖区首都布宜诺斯艾利斯成立的委员会，作为五月革命推翻巴尔塔萨·伊达尔戈·德西斯内罗斯总督的结果。政府的所在地定在布宜诺斯艾利斯堡，该地自1776年以来一直是总督的住所，也是现在总统府所在地。随着内陆代表的加入，第一委员会存在到同年12月18日并组成大委员会。
拉普拉塔联合省第一委员会主席是科内利奥·萨韦德拉。

### 最高执政官
当来自内陆其他城市的代表加入时，行政权被授予三头同盟，后转为1813年集会所设立的单一制行政长官“最高执政官”上。
1816年7月9日，在圣米格尔-德图库曼的议会宣布独立后，在1819年通过首部宪法，但由于内陆省份的反对，该宪法从未生效，而最高执政官任然存在。1820年，塞佩达战役后，时任最高执政官何塞·龙多倒台，中央政权被解散，阿根廷变成各省之间的联盟。
1826年，新宪法通过，首次设立总统职务并选出首位阿根廷总统贝纳迪诺·里瓦达维亚。但由于阿根廷与巴西之间的战争，里瓦达维亚不久就辞职了，职务也被解散。
在接下来的几十年里，“单一主义者”（单一制支持者）与“联邦主义者”（联邦制支持者）之间发生了内战。这一时期，没有中央权威，而最接近的是外交关系代表（通常由布宜诺斯艾利斯省省长担任）。最后一位担任该职务的人是胡安·曼努埃尔·德·罗萨斯，在他执政最后几年被选为阿根廷邦联最高元首，在其他地区拥有一定权力。
1852年，罗萨斯被推翻并召开了制宪议会。1853年通过新宪法，建立了一个国家联邦政府，总统由选举团选举产生，任期六年，无法连任。根据新宪法选出的第一任总统是胡斯托·何塞·德·乌尔基萨。在1860年的短暂中断后，总统的继任方式一直尊重法律规范直到1930年，往后，多长政变，导致事实总统与合法民选总统交替上任。
在1930年、1943年、1955年、1962年、1966年和1976年的军事政变废黜了民选总统。在1930年、1943年和1955年，军队任命了具有总统头衔的军官。由于1966年和1976年的政变，联邦政府变为由军政府行使，该军政府由陆军、空军和海军的负责人组成，而随着时间的推移，变为任命一名军人为总统。1962年，在军方任命新总统之前，参议院临时议长担任这一职务。
鉴于其政府的非法性，这些军事国家元首是否可以恰当地称为总统是值得商榷的。现今阿根廷政府立场是，在1976年至1983年行使行政权的军官不是明确的合法总统，因此无权获得总统养老金。

## 职权

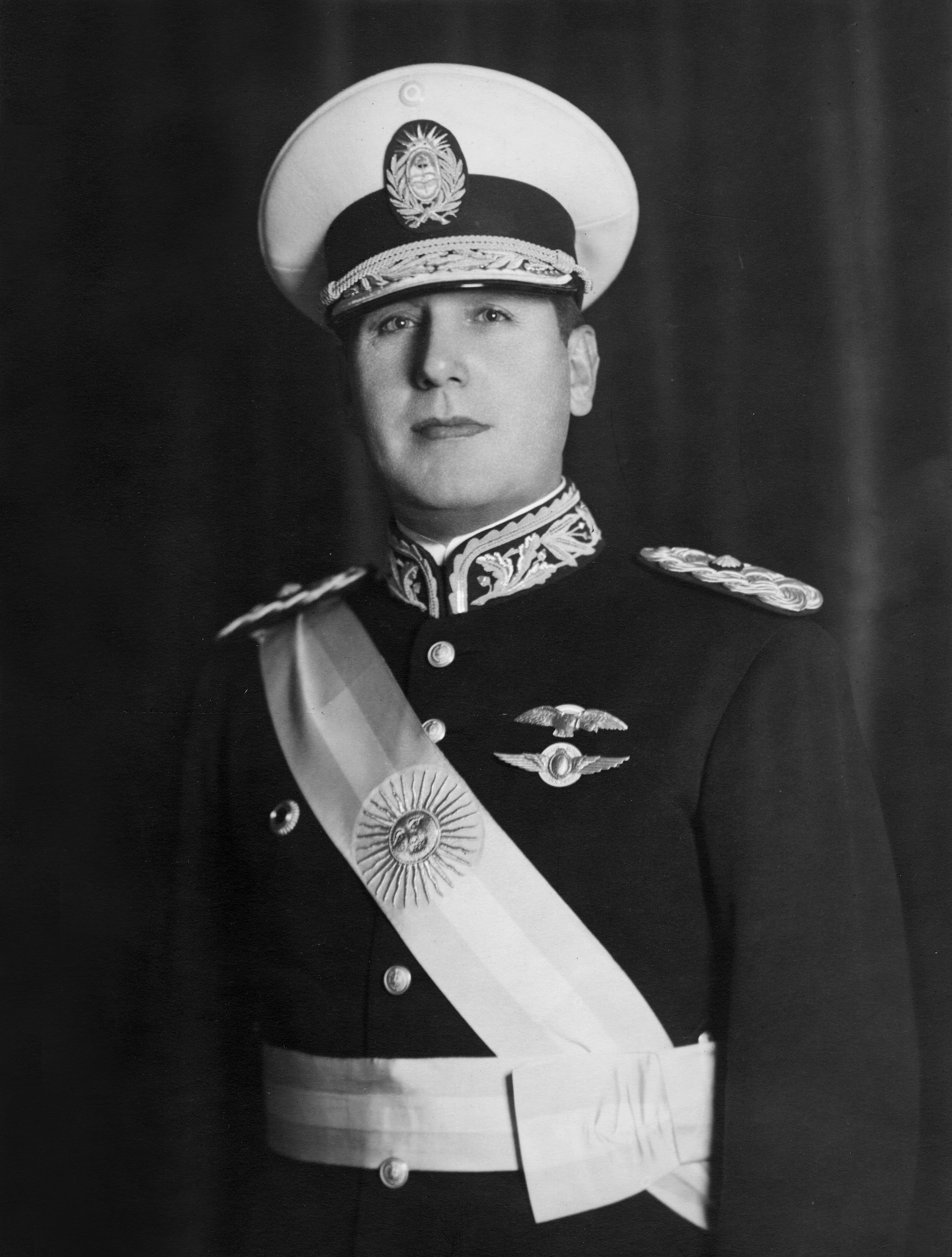
胡安·多明戈·庇隆

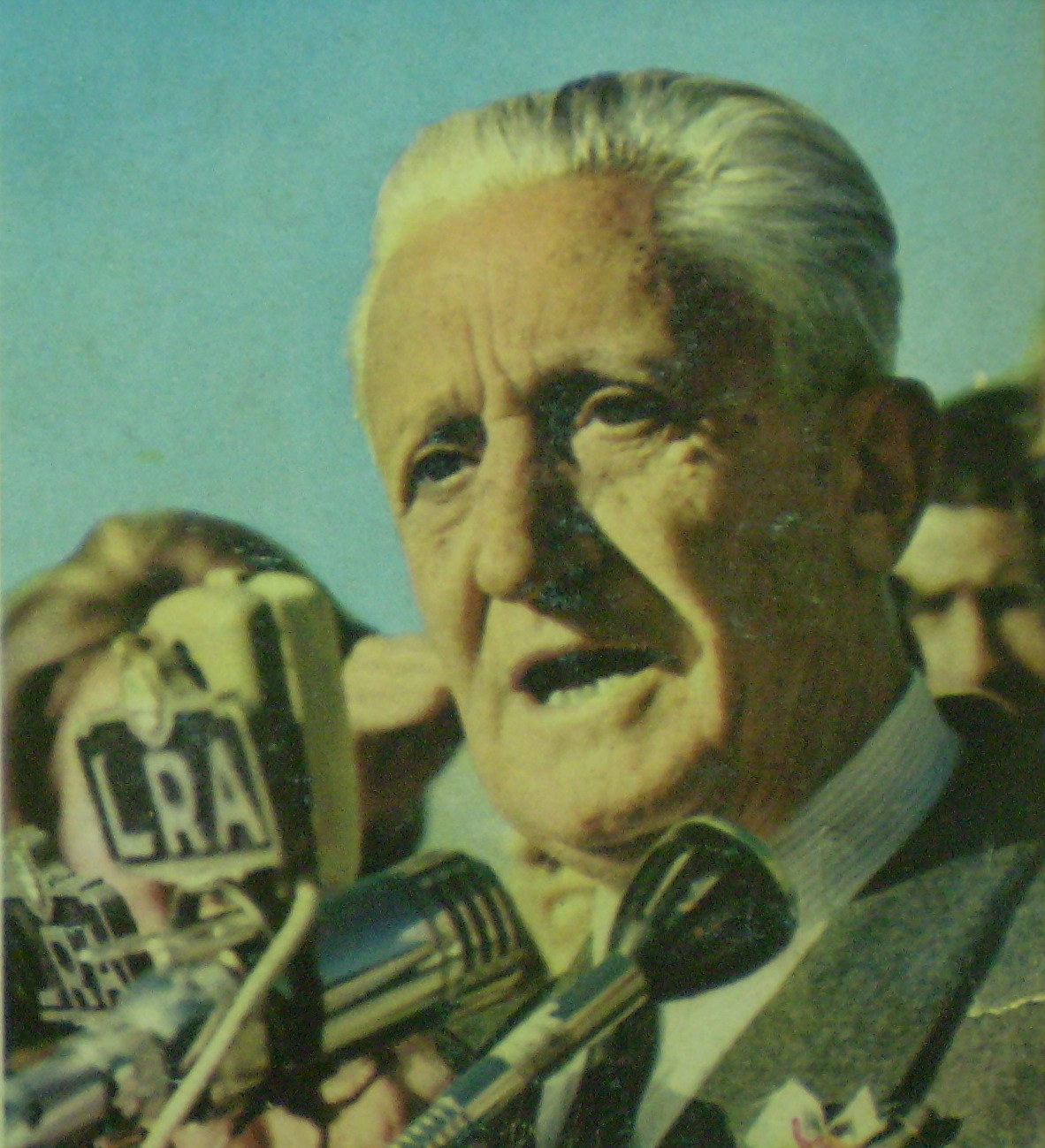
阿尔图罗·翁贝托·伊利亚

根据阿根廷宪法第99条，阿根廷国家总统有以下职权：

### 行政
总统是国家最高元首和政府首脑，职责是“发布执行法律所必须的指示和规定”。为履行这一职责，总统被赋予对联邦行政部门中四百万名公务员的管理权。
总统负责对行政部门各成员的任命与免职。大使、全權公使、谈判代表、阿根廷共和国中央银行行长、阿根廷国家检察总长和联邦情报局长由总统任命并获得参议院多数确认，而内阁成员和其他联邦官员由总统独自任免。在参议院休会期间进行的任命具有临时性，并在下一届参议院会议到期。总统监督部长行使职权，并可要求提交相关报告。通常情况下，总统可以自行决定免职和填补行政官员的职位。
总统同时作为阿根廷武装部队的总司令。同时宣战权在宪法上属于国会，但总统拥有军队指挥权，同时负责规划军事战略和授予军衔。除了武装部队，总统还负责外交政策。通过外交部和国防部，总统负责保护在外阿根廷人和在本国境内的阿根廷公民。总统决定是否承认新国家和新政府，接待外国部长与领事，并与其他国家谈判条约。这些条约需得到参议院三分之二的批准后才能在阿根廷生效。总统还可以在未被参议院确认的情况下，与外国势力进行“行政协议”谈判。
总统负责发放养老金、提款、执照和退休金，可以在参议院许可下出国。
在内部安全问题上，总统有权宣布：
- 戒严状态（西班牙语：Estado de sitio）[8]，在受到外部攻击或内部骚乱下，经参议院同意，暂停宪法保障。该状态仅能在国会休会时通过法令自行宣布，并且需召集两院处理。总统不能通过戒严来定罪或进行处罚，同时限制其逮捕公民的权力。[9]
- 联邦干预（西班牙语：Intervención federal）[10]一个或多个省份，通过法令（后经国会批准）或由国会批准的法案，任命一名任期180天（可延长）的干预者来控制该省的行政和立法权。

### 立法
宪法赋予总统对立法机关的总统否决权。国会通过的任何法案都必须提交给总统才能成为法律。在法案提交给总统后，总统可以：
- 签署：法案变为法律。
- 全部或部分否决并交还国会，但国会两院可以以三分之二的赞成票否决否决权，使该法案颁布。
- 置之不理，在此情况下，总统不签署或否决该法案，那么十天后，法案自动颁布。

然后，他将法律颁布并在官方公报上公布。总统可以颁布法令。总统被禁止颁布立法法案，但特殊情况下，总统可以： 
- 必要性和紧迫性法令（西班牙语：Decreto de necesidad y urgencia）[11]

- 授权法令[12]

### 司法
总统还有权根据司法委员会具有约束力的提议，提名联邦法官（包括阿根廷最高法院的成员）。然而任命需要参议院出席议员三分之二的支持。总统有权赦免犯人，但无法干预众议院的公诉程序。

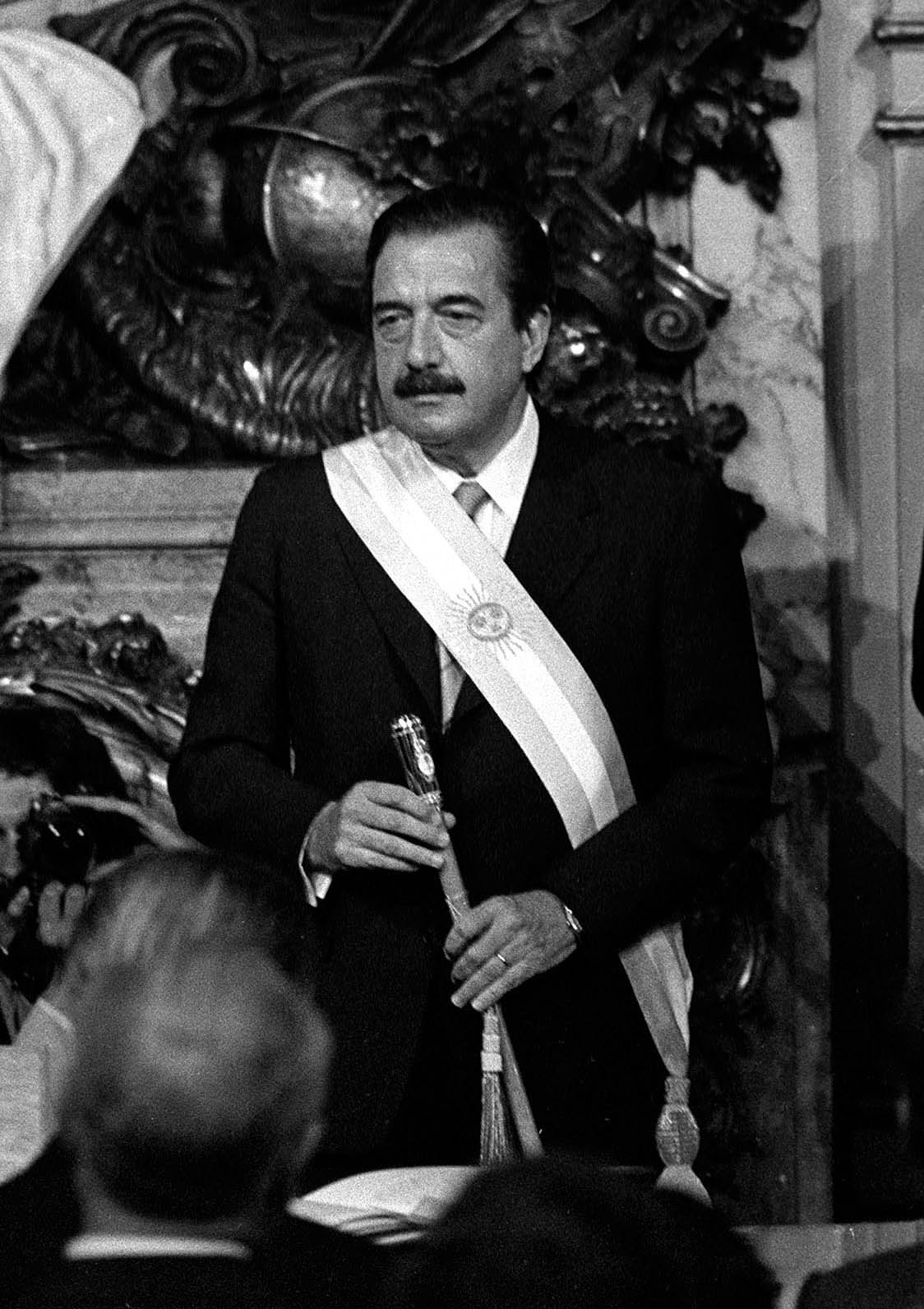
阿根廷前总统劳尔·阿方辛，为独裁者豪赫尔·拉斐尔·魏地拉建立国家重组进程后首位民选总统。

## 选举过程

### 选举资格
根据1994年《阿根廷宪法》第二部第89条，规定了担任总统的资格：
- 出生在阿根廷领土或当地公民的儿子
- 担任参议员的要求：
  - 年满30岁；
  - 成为阿根廷公民满6年；
  - 近两年内居留在阿根廷；
  - 年收入两千硬通比索或同等收入。
- 担任总统期间不可担任其他职务。[15]

### 选举
总统的竞选活动在初选前，各政党决定竞选总统候选人。初选后，所有选民支持率超过1.5%的候选人拥有资格参加大选。
1853年至1994年间，总统通过间接选举产生，即选民选举选举人团，并以多数票决定总统（1868年多明戈·福斯蒂诺·萨米恩托的选举除外）。总统选举使用唱票方式，并时常舞弊。1912年，萨恩斯·培尼亚法颁布，确立了18岁以上男性的不记名和强制投票，并在1916年、1922年、1928年和1946年应用。
1930年阿根廷政变后，1931年和1937年选举在舞弊和抵制激进公民联盟下进行。随着1949年的改革，选举人团被取消，建立直选，此前在1947年赋予妇女选举权。由此胡安·多明戈·庇隆成功在1951年连任。1955年军事政变后，在1958年和1963年恢复了以前的选举制度并取缔了庇隆主义党和共产党。1972年，当时军事独裁政府建立普遍直选，并应用在1973年3月和9月选举中。在国家重组进程倒台后，1983年和1989年选举通过普遍间接投票进行，要求选举人票数绝对多数才能担任总统。

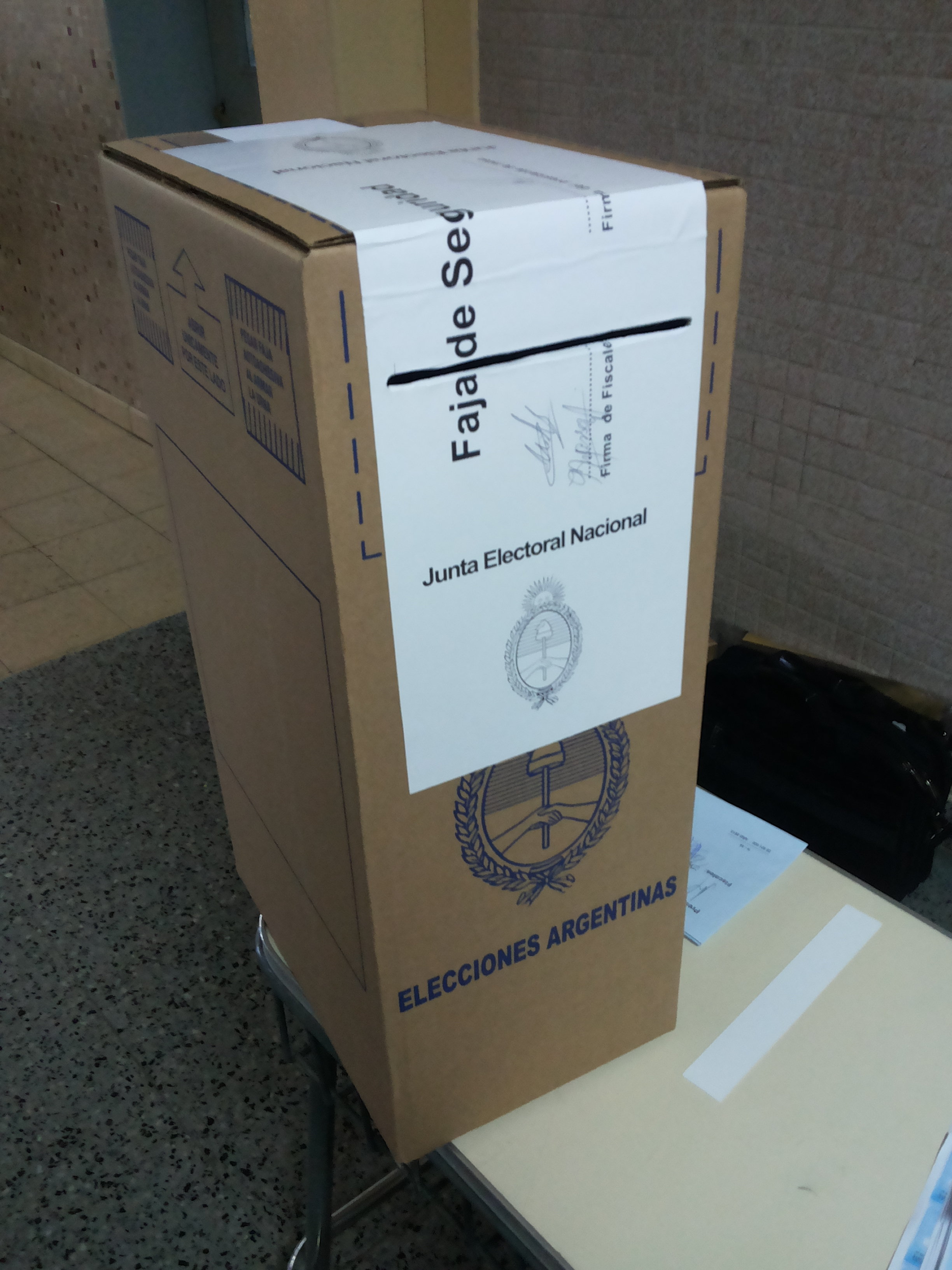
2015年投票箱

1994年，宪法改革，规定总统由人民直接通过双轮选举产生。第一轮中，如果第一名拥有45%，或拥有40%并超越次位10%的投票率，那么将直接当选。选举委员会必须在10个日历日内将结果告知参议院议长，后者将召集立法会议宣布选举结果。如果不满足上述条件，则在选举后30天，在投票数最多的两名之间进行第二轮投票，以多数胜出。候选人须在立法会议宣布后的第五天向联邦首都选举委员会确认，否则对方当选。

### 任期

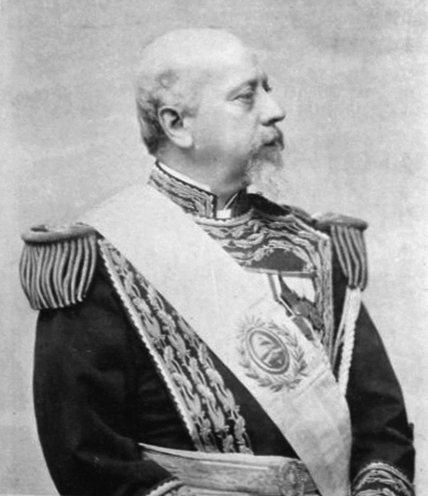
胡利奥·阿亨蒂诺·罗加是任职时间最长的总统，共12年，也是第一个连任的总统。

根据1994年宪法修正案，总统任期为四年，并可以连任一次。连任两届的总统可以在离任后至少经过一个总统任期后再次上任。这些限制同样适用于副总统。
根据1853年宪法，直到1994年总统的任期为六年，且不得连任。1949年修正案允许了不受限制的连任，但1955年军政府取消，并批准了组建1957年阿根廷制宪议会，恢复1853年宪法。1966年军事政变后，通过1972年的一项临时法规，将任期限制为四年并可连任，然而该法仅被用于一次选举并没有被批准。
历史上只有五位总统成功连任，分别是：1898年宪法修正案下的胡利奥·阿亨蒂诺·罗加（1898年）和伊波利托·伊里戈延（1928年），1949年宪法修正案和1957年宪法修正案下的胡安·多明戈·庇隆（1952年和1973年），以及1994年宪法修正案下的卡洛斯·梅内姆（1995年）和克里斯蒂娜·费尔南德斯·德基什内尔（2011年）。

## 继任顺序

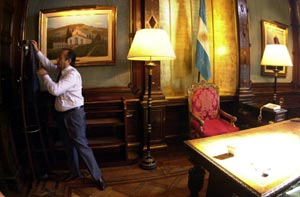
2001年12月，时任圣路易斯省长阿道弗·罗德里格斯·萨阿在费尔南多·德拉鲁阿辞职后，首次适用《权力真空法》上任。

### 职务空缺
总统职务可能在死亡、辞职和弹劾下空缺。迄今为止，共有三人因自然原因死亡，分别是1906年曼努埃尔·金塔纳，1914年罗克·萨恩斯·培尼亚和1974年胡安·多明戈·庇隆。
在辞职的情况下，总统需起草辞职信给参议院临时议长，并必须在国会立法会议上通过。时至今日，共有十二人辞职，分别是1827年贝纳迪诺·里瓦达维亚和比森特·洛佩斯-普拉内斯，1961年圣地亚哥·德尔基和胡安·埃斯特万·佩德内拉，1890年米格尔·华雷斯·塞尔曼，1895年路易斯·萨恩斯·培尼亚，1942年罗伯托·马塞利诺·奥尔蒂斯，1973年埃克托尔·何塞·坎波拉，1989年劳尔·阿方辛，2001年费尔南多·德拉鲁阿和阿道弗·罗德里格斯·萨阿以及2003年爱德华多·杜阿尔德。
对于罢免，《国家宪法》第53条授权众议院在三分之二多数通过的情况下，向参议院指控总统、副总统、内阁首席部长、部长和最高法院法官“在其职责中表现不佳或犯罪（或共同犯罪）”。由此，启动由最高法院院长（如果总统为被告）主持的参议院弹劾程序。

### 代行或继任总统职务
| 总统继任顺序 | 总统继任顺序       |
| ------------ | ------------------ |
| 1            | 副总统             |
| 2            | 参议院临时议长     |
| 3            | 众议院议长         |
| 4            | 最高法院首席大法官 |

根据《国家选举法典》第153条，在当选搭档中任意成员逝世或辞职下，适用宪法第88条。如果总统在逝世或辞职请款下无法担任职务，由副总统接替。如果竞选组合双人都去世或辞职，将举行新的选举。
如果现任总统因生病、缺席、死亡、辞职或被免职等原因无法继续任职，由副总统担任。
如果在没有副总统的情况下需接替总统职务，那就由国会决定。为此1975年通过第20,972条《权力真空法》，确立在总统与副总统空缺下，行政权临时由参议院临时议长代行。在参议院临时议长缺席下，由众议院议长代行行政权。在两会议长空缺下，由最高法院首席大法官代行。这些官员不以“总统”头衔行驶行政权。
若空缺为临时的，这些官员必须行使行政权直至总统返回。如果空缺不是临时的，那么国会必须在两天内举行立法会议，并以多数决定总统，该总统必须完成未满的任期或呼吁新选举。该名官员必须从参议员、众议员或省长中选出。如果已经选举出总统和副总统，那么将提前上任履行职务。例如1827年比森特·洛佩斯-普拉内斯和1962年何塞·马里亚·吉多作为参议院临时议长接任，1973年劳尔·拉斯蒂里作为众议院议长接任，2001年阿道弗·罗德里格斯·萨阿作为圣路易斯省长接任和2002年爱德华多·杜阿尔德作为代表布宜诺斯艾利斯省的国家参议员接任。

### 副总统

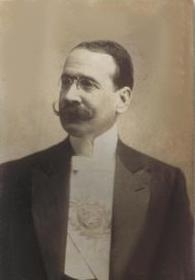
时任副总统何塞·菲格罗亚·阿尔科塔在1906年总统曼努埃尔·金塔纳逝世后接任职务。

副总统是总统的竞选搭档，他们是阿根廷行政机关中仅有的两名民选成员。副总统在总统出差或离开时接替总统，其中最著名的是马科斯·帕斯副总统，他接替巴托洛梅·米特雷总统五年，后者在巴拉圭战争中率领阿根廷军队。帕斯在行使总统职位时去世，迫使米特雷返回布宜诺斯艾利斯。
副总统是在总统死亡或辞职的情况下，明确的接任者。1861年胡安·埃斯特万·佩德内拉，1890年卡洛斯·佩列格里尼，1895年何塞·埃瓦里斯托·乌里武鲁，1906年何塞·菲格罗亚·阿尔科塔，1914年维多利诺·德拉普拉萨，1942年拉蒙·卡斯蒂略，1974年伊莎贝拉·庇隆都属于该情况。
副总统同时也是阿根廷国家参议院议长。

### 何塞·马里亚·吉多的特例

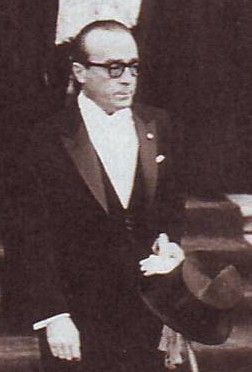
1962年3月政变推翻弗朗迪西后，何塞·马里亚·吉多通过《权力真空法》上任。

1962年3月29日，发生了一场军事起义，目的是推翻拒绝辞职的不妥协激进公民联盟总统阿图罗·弗朗迪西。弗朗迪西被军方逮捕并带到马丁加西亚岛，叛军预计次日起义领袖劳尔·波吉中将担任总统职务。
1962年3月29日晚，国家最高法院大法官胡利奥·奥亚纳特博士为首的民间人士在弗朗迪西支持下，为防止权力机关彻底崩溃前制定一项策略。将弗朗迪西的逮捕视为权力真空，并根据第252号法将继任顺位排名靠前的人担任总统职位，即参议院临时议长何塞·马里亚·吉多（此前副总统亚历杭德罗·戈麦斯已辞职）。基于这种解释，他们让吉多当晚在最高法院宣誓就任新总统。
政变军人最终接受了这种情况，将吉多传唤到玫瑰宫，告知他被承认为总统，但必须以书面形式承诺执行武装部队指示的政治措施。吉多接受了军人管制，签署了一项法案作为记录，后被授予总统头衔，但关闭国会并干预所有省份。
这样，吉多在违宪以及军方的控制和监督下，承担了国家行政和立法权以及所有省份的控制权，但保留了司法权。吉多还将弗朗迪西非法囚禁，并禁止他以及其政党，以及庇隆和庇隆主义者参与1963年阿根廷总统选举。

### 独裁政权和“总统”头衔下的“事实”政府

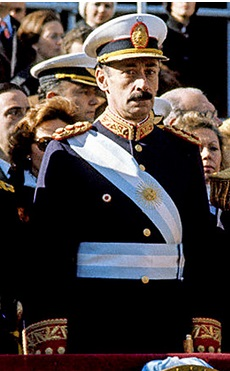
豪赫尔·拉斐尔·魏地拉在推翻伊莎贝尓·庇隆后，于1976年3月24日上任，开始了阿根廷最后的军事独裁政权国家重组进程直至1983年。

阿根廷历史上，在1930年至1932年、1943年至1946年、1955年至1958年、1962年至1963年、1966年至1973年和1976年至1983年期间，存在着推翻宪政政府的“事实上的”政府。以上的所有情况，政变者以“总统”的名义掌权，集中了国家与各省的行政和立法权，自1956年起，还获得了制宪权。从此开始，最高法院通过“事实上的政府学说”将独裁政权合法化，以证明这一决定的合理性。
1994年阿根廷宪法修正案第36条使这一学说失效，宣布以武力行为中断遵守宪法的人为“篡位者”（usurpadores）。
1853年阿根廷宪法在宪法中添加了一条规范（现今第29条），将授予“公权力总和”的行为视为“叛国”，但该行为仅提及国会以及省级立法机关。为此在1994年阿根廷宪法修正案中，加入第36条，内容如下：
Artículo 36. Esta Constitución mantendrá su imperio aun cuando se interrumpiere su observancia por actos de fuerza contra el orden institucional y el sistema democrático. Estos actos serán insanablemente nulos.
Sus autores serán pasibles de la sanción prevista en el Artículo 29, inhabilitados a perpetuidad para ocupar cargos públicos y excluidos de los beneficios del indulto y la conmutación de penas.
Tendrán las mismas sanciones quienes, como consecuencia de estos actos, usurparen funciones previstas para las autoridades de esta Constitución o las de las provincias, los que responderán civil y penalmente de sus actos. Las acciones respectivas serán imprescriptibles.
Todos los ciudadanos tienen el derecho de resistencia contra quienes ejecutaren los actos de fuerza enunciados en este artículo.
Atentará asimismo contra el sistema democrático quien incurriere en grave delito doloso contra el estado que conlleve enriquecimiento, quedando inhabilitado por el tiempo que las leyes determinen para ocupar cargos o empleos públicos.

El Congreso sancionará una ley sobre ética pública para el ejercicio de la función.
简述：
- 以武力建立的政权，其做出的规定绝对无效。
- 始作俑者将被视为“臭名昭著的叛国者”（infames traidores a la Patria）。
- 这些罪行是没有时效，其犯人无法获得赦免。
- 每位公民都有权反抗这些武力行为。

## 待遇

### 总统象征

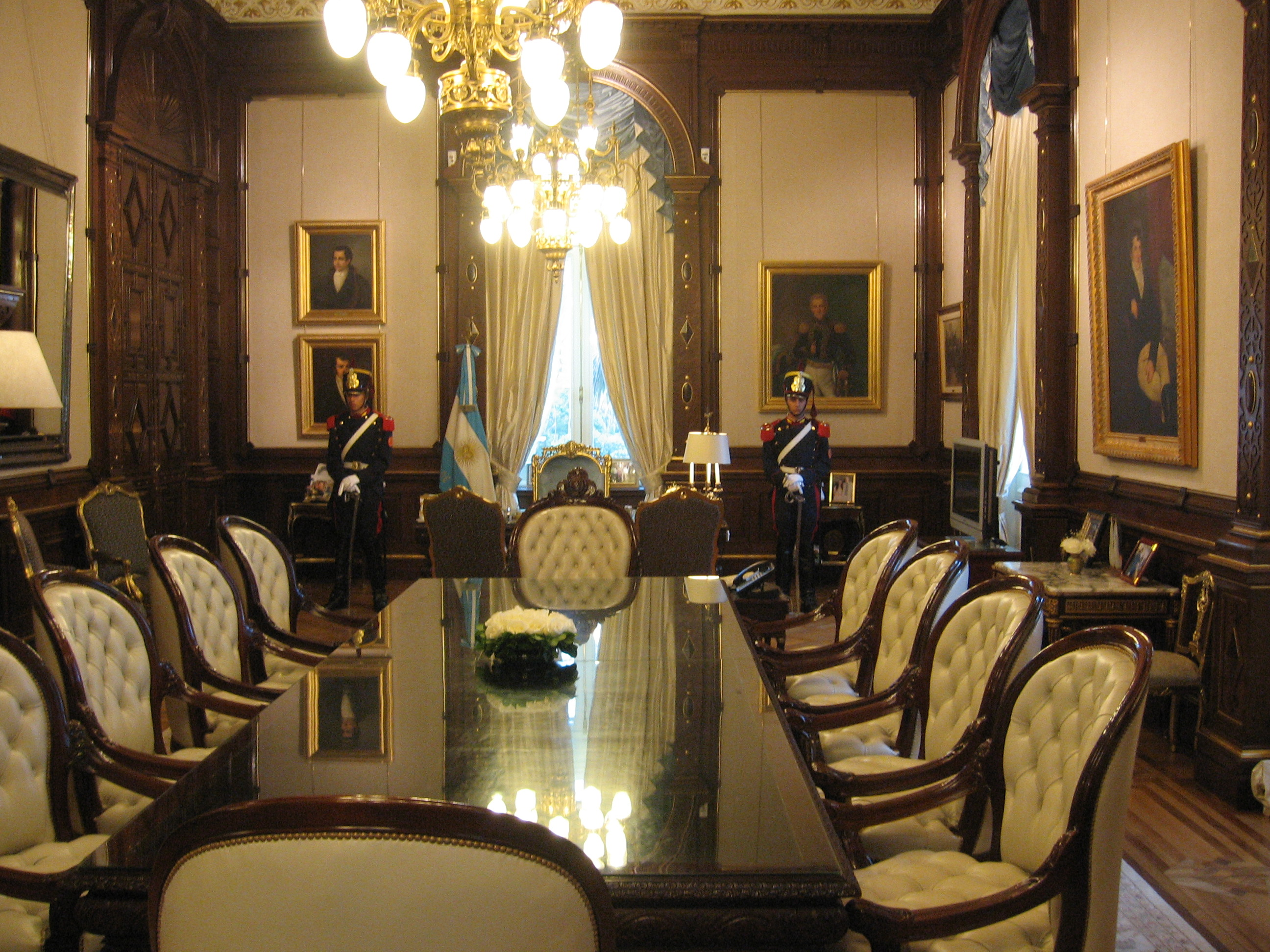
玫瑰宫是阿根廷的总统府。

总统象征（atributos presidenciales）体现了国家第一行政长官的尊严。传统上有五个，分别是：总统饰带、总统权杖（Bastón de Mando）、伊图萨因戈进行曲、总统旗和“里瓦达维亚椅子”。总统象征的传递代表即将卸任的总统把总统权力传递给新总统的时刻。通常会在任期结束后，每位总统都会收到一个新的饰带和权杖，将其作为在职时间的纪念品。 

### 总统府

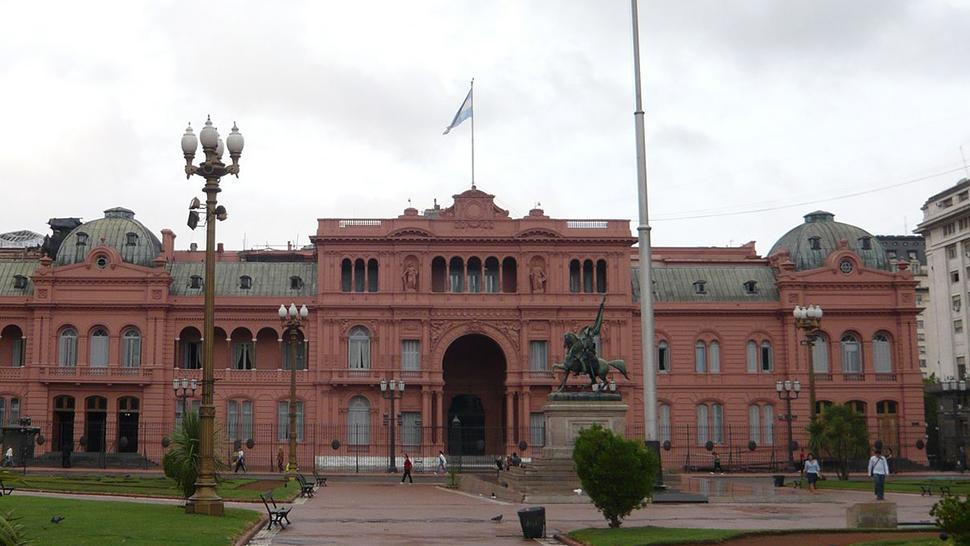
阿根廷共和国政府所在地玫瑰宫。

总统的办公地点为政府所在地玫瑰宫。自1862年，时任总统巴托洛梅·米特雷定居在布宜诺斯艾利斯堡垒，该地自1810年是西班牙总督以及历届政府的住所。米特雷继任者多明戈·福斯蒂诺·萨米恩托决定美化国家行政机关所在地，建设花园并将外墙粉刷成粉红色。现今政府大楼的建设始于1873年，当时下令建造邮电大楼。几年后，胡利奥·阿亨蒂诺·罗加总统决定在巴尔卡尔斯和里瓦达维亚拐角处建造政府宫，这座建筑类似于邻近的邮政宫。1886年，这两座建筑由门廊相连，并构成了现今的俯瞰五月广场的玫瑰宫入口。

### 薪资
总统以及副总统的薪资由国库支付，任期内不可变更。在任期内，不得从事其他工作，也不得从国家或任何省份获得任何其他薪酬。现在，总统薪资总额为354,694比索。

### 座驾

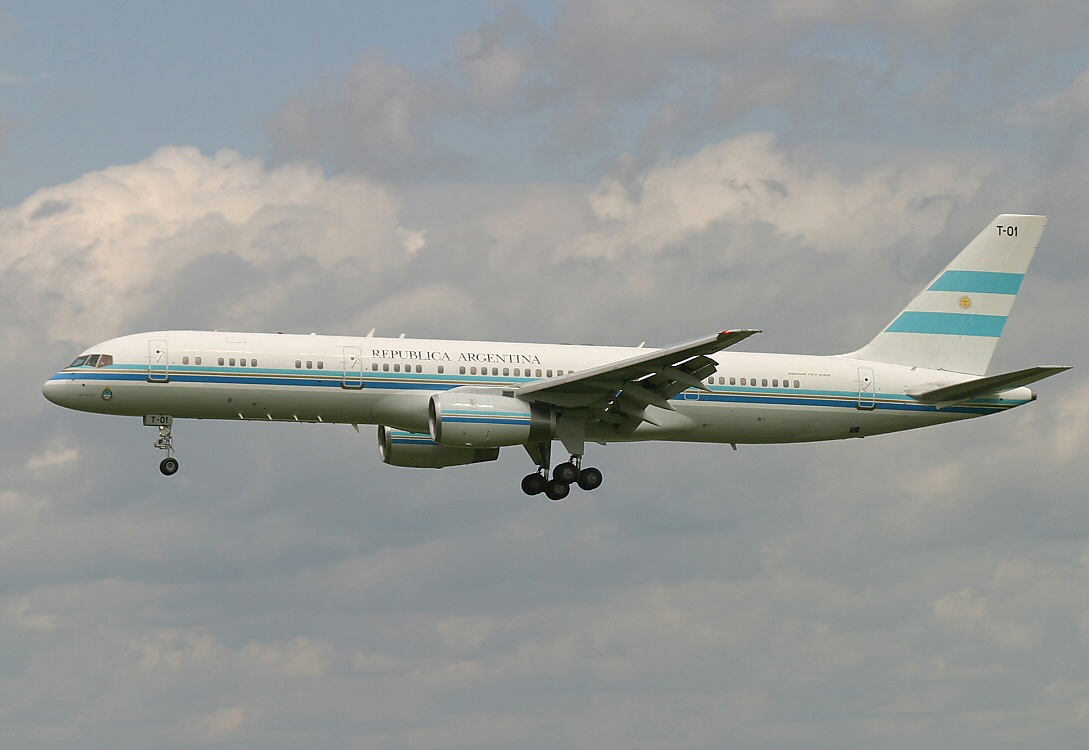
探戈一号，阿根廷1992年至2015年间总统专机。

为了四处移动，总统使用属于总统航空集团飞机飞行，分别是：
- 5架飞机：1架波音757-200“T-01（西班牙语：Tango 01）”（已停用）、2架福克F28“T-02”和“T-03”（已停用）、1架波音737-500“T-04”、1架里尔60（西班牙语：Learjet 60）“T-10”。
- 3架直升机：1架西科斯基S-70A“H-01”、两架西科斯基S-76B“H-02”和“H-03”

目前使用的总统座车一辆奔驰Vito，但也有大众途锐和克莱斯勒Town & Country。

## 卸任后

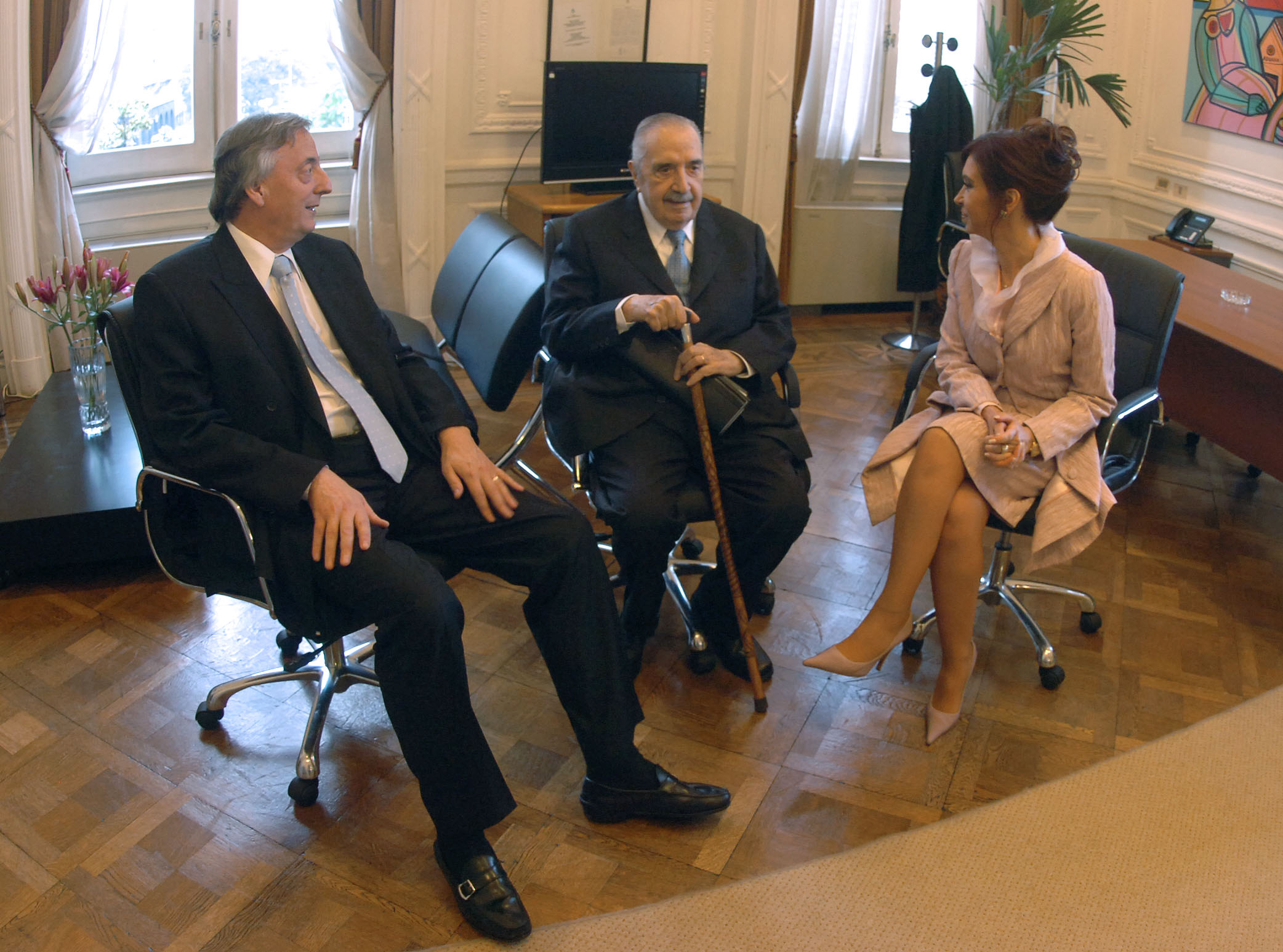
2008年，前总统劳尔·阿方辛和内斯托尔·基什内尔以及时任总统克里斯蒂娜·费尔南德斯·德基什内尔齐聚一堂。

每位总统任期届满后，可以担任其他政治职务，一些总统在离任后有着重要的职业生涯。如最高法院首席大法官何塞·菲格罗亚·阿尔科塔曾先后担任过政府首脑（行政权）、国会议员（立法权）以及最高法院大法官（司法权），内斯托尔·基什内尔担任过南美洲国家联盟秘书长，克里斯蒂娜·费尔南德斯·德基什内尔曾於2019年至2023年期間担任副总统。比森特·洛佩斯-普拉内斯（在1852年的布宜诺斯艾利斯省）和胡斯托·何塞·德乌尔基萨（在1868年至1870年间的恩特雷里奥斯省）担任过省长。巴托洛梅·米特雷、胡利奥·阿亨蒂诺·罗加、伊波利托·伊里戈延、马塞洛·托尔夸托·德阿尔韦亚尔、阿图罗·弗朗迪西、胡安·多明戈·庇隆、劳尔·阿方辛、内斯托尔·基什内尔分别是各党领袖，甚至成功连任，如1898年的罗加以及1973年的庇隆，其他总统在离开玫瑰宫（如卡洛斯·佩莱格里尼和卡洛斯·梅内姆）在国会任职。 
根据第24,018号法律，任期结束后，前总统享有阿根廷联邦警察的终身保护，并获得相当于最高法院大法官工资的终身每月津贴。为享受以上福利，前总统必须居住在阿根廷境内。阿圖羅·伊利亞和劳尔·阿方辛将退休金捐给了慈善机构。
在总统去世后，会受到全国哀悼三天和国葬等悼念，家属将他的财产捐赠给萨米恩托历史博物馆和二百周年纪念博物馆（前玫瑰宫总统博物馆）等博物馆，藏品包括曾担任“总统”职位的人的个人物品、肖像、雕塑和文件，以及涉及每个总统任期（包括近期总统）的社会、经济和政治背景的物品。

在世前任总统
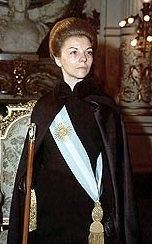
伊莎贝尔·庇隆 （1974年－1976年） 1931年2月4日（94歲）
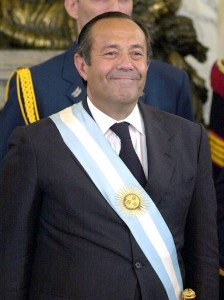
阿道弗·罗德里格斯·萨阿 （2001年） 1947年7月25日（77歲） 代总统
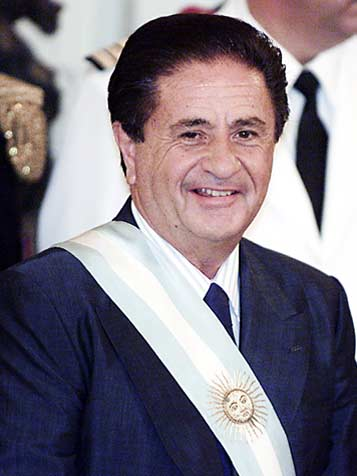
爱德华多·杜阿尔德 （2002年－2003年） 1941年10月5日（83歲） 代总统
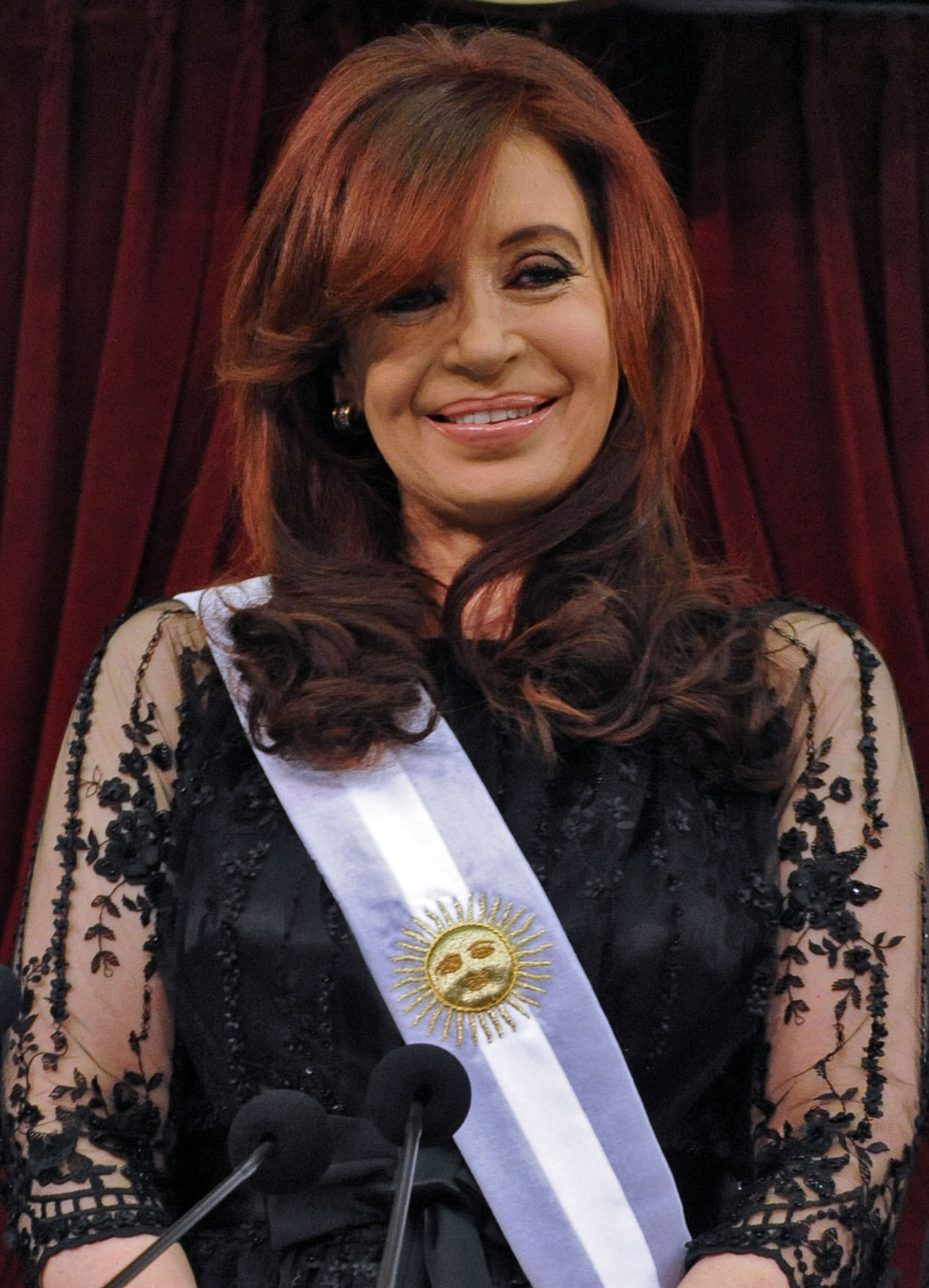
克里斯蒂娜·费尔南德斯·德基什内尔 （2007年－2015年） 1953年2月19日（72歲）
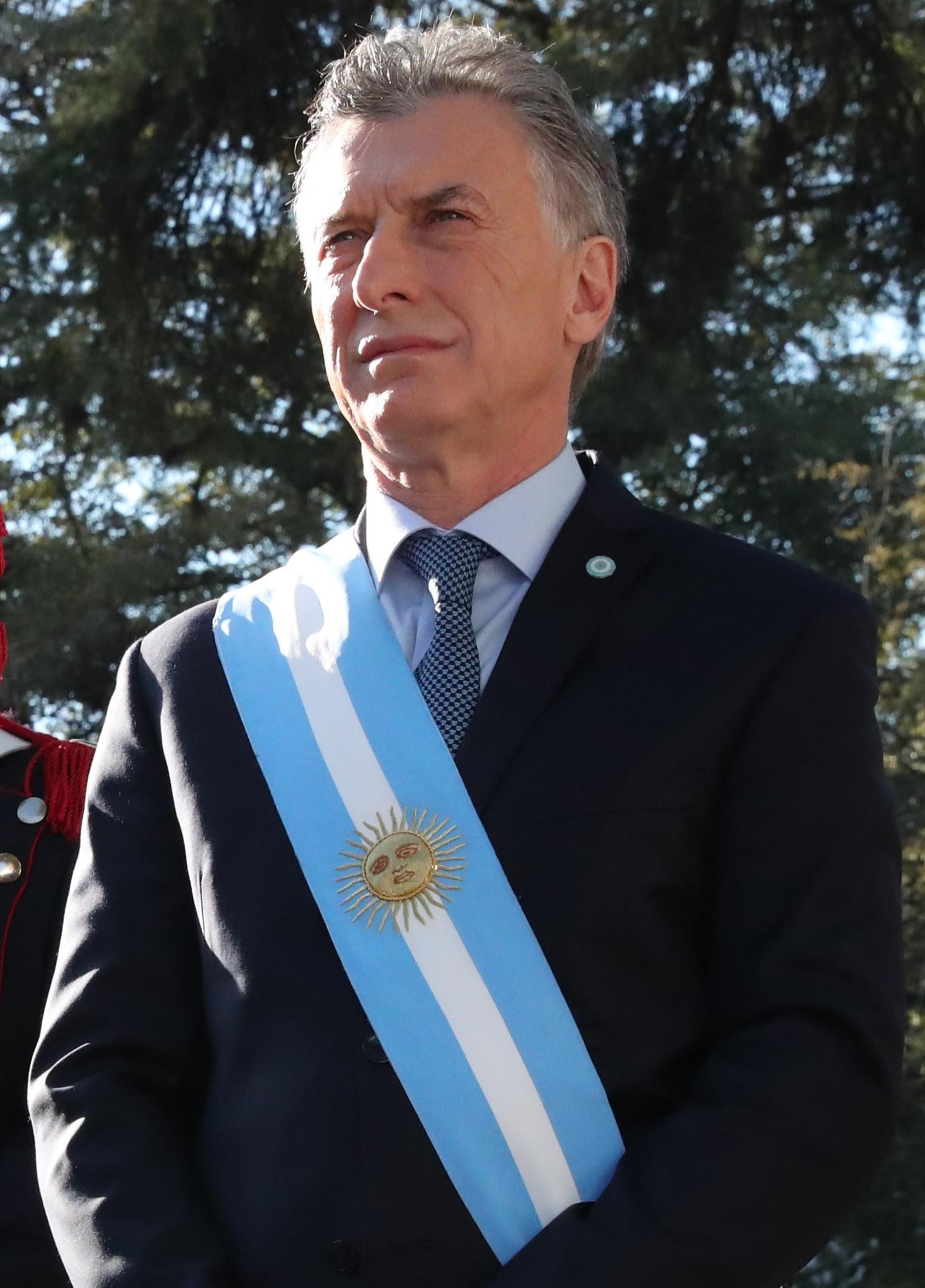
毛里西奥·马克里 （2015年－2019年）
1959年2月8日（66歲）
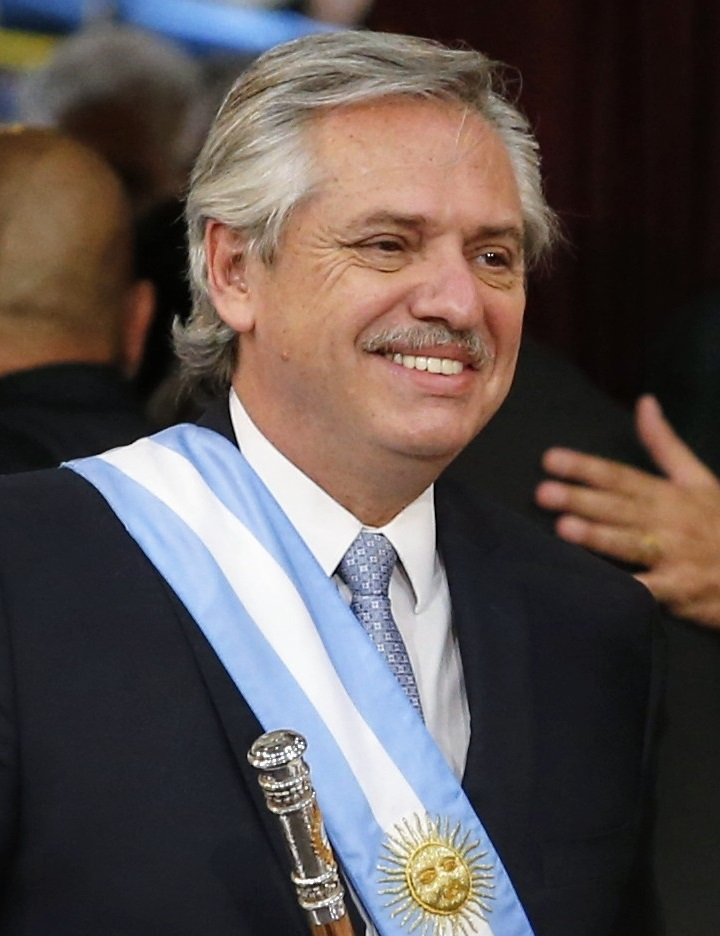
阿尔韦托·费尔南德斯 （2019年－2023年）
1959年4月2日（66歲）

### 总统半身像
为了表达敬意，自科内利奥·萨韦德拉和贝纳迪诺·里瓦达维亚至内斯托尔·基什内尔之间，每一位担任行政首脑的人（事实上的总统除外）都用卡拉拉大理石雕刻成半身像，并存放在玫瑰宫荣誉大厅。目前缺少的半身像是比森特·洛佩斯-普拉内斯、胡安·埃斯特万·佩德内拉、劳尔·阿尔韦托·拉斯蒂里、伊莎贝尔·庇隆、卡洛斯·梅内姆、费尔南多·德拉鲁阿、阿道弗·罗德里格斯·萨阿、爱德华多·杜阿尔德、克里斯蒂娜·费尔南德斯·德基什内尔、毛里西奧·馬克里和阿尔韦托·费尔南德斯。第一批展出的半身像是在1883年至1884年间，受胡利奥·阿亨蒂诺·罗加总统委托制作的里瓦达维亚、乌尔基萨和德尔基。由此开始了制作半身像作为国家历史的见证的传统。
这些半身像最初位于一楼，但在1973年事实总统亚历杭德罗·阿古斯丁·拉努塞期间，决定将半身像移至荣誉大厅，同时颁布第4022号法令。随后，内斯托尔·基什内尔总统根据第1872/2006号法令，规定只有按照宪法授权任职的总统才能摆放在大厅。2016年，当时的28尊半身像按时间顺序重新安置，此外事实上的总统何塞·费利克斯·乌里武鲁、佩德罗·巴勃罗·拉米雷斯、埃德尔米罗·胡利安·法雷利、爱德华多·洛纳尔迪、佩德罗·欧亨尼奥·阿兰布鲁和胡安·卡洛斯·翁加尼亚的雕塑被移出，而被遗弃在仓库中米格尔·华雷斯·塞尔曼的半身像加入到大厅。

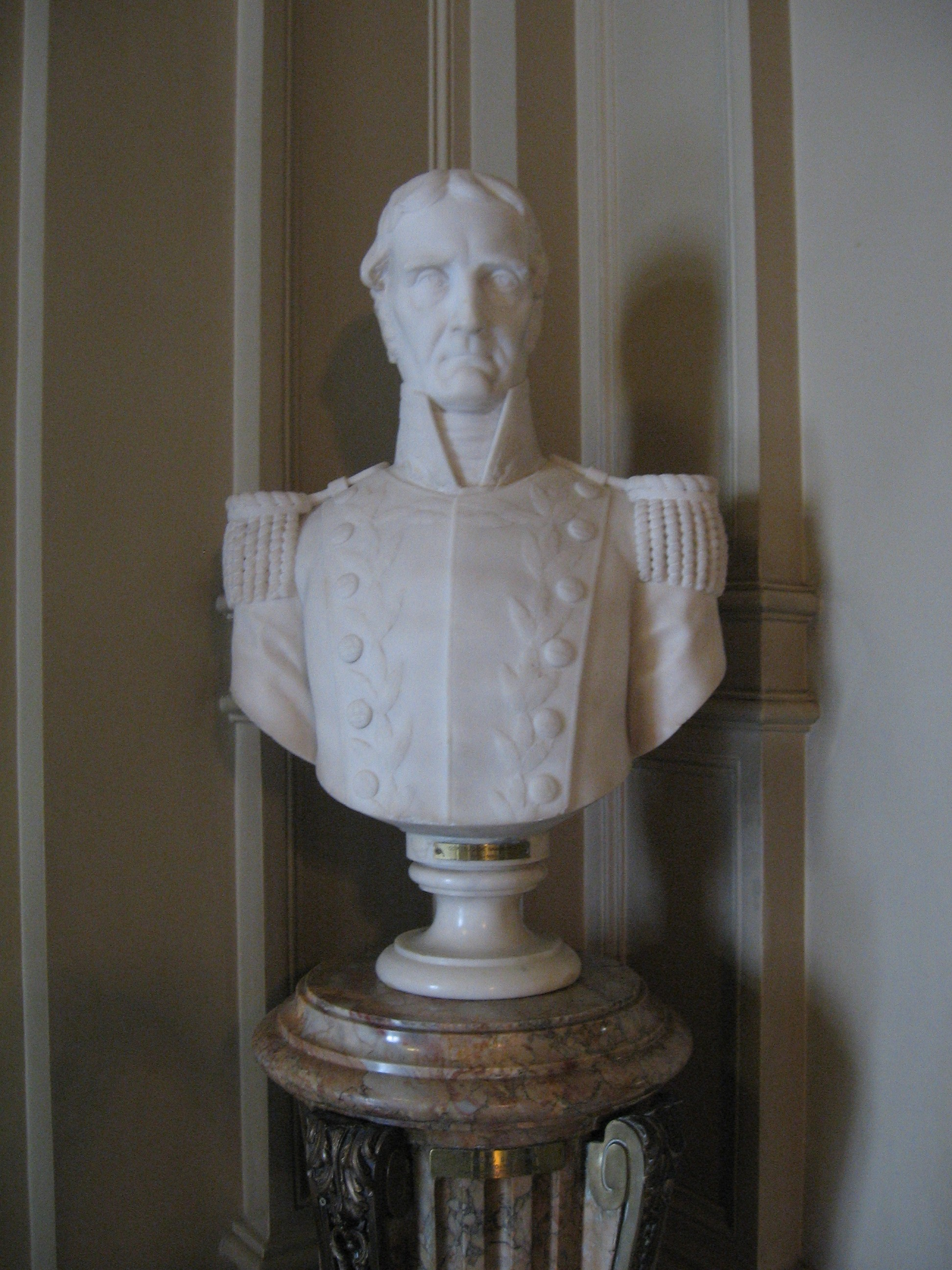
科内利奥·萨韦德拉（西班牙语：Cornelio Saavedra） （1810年）
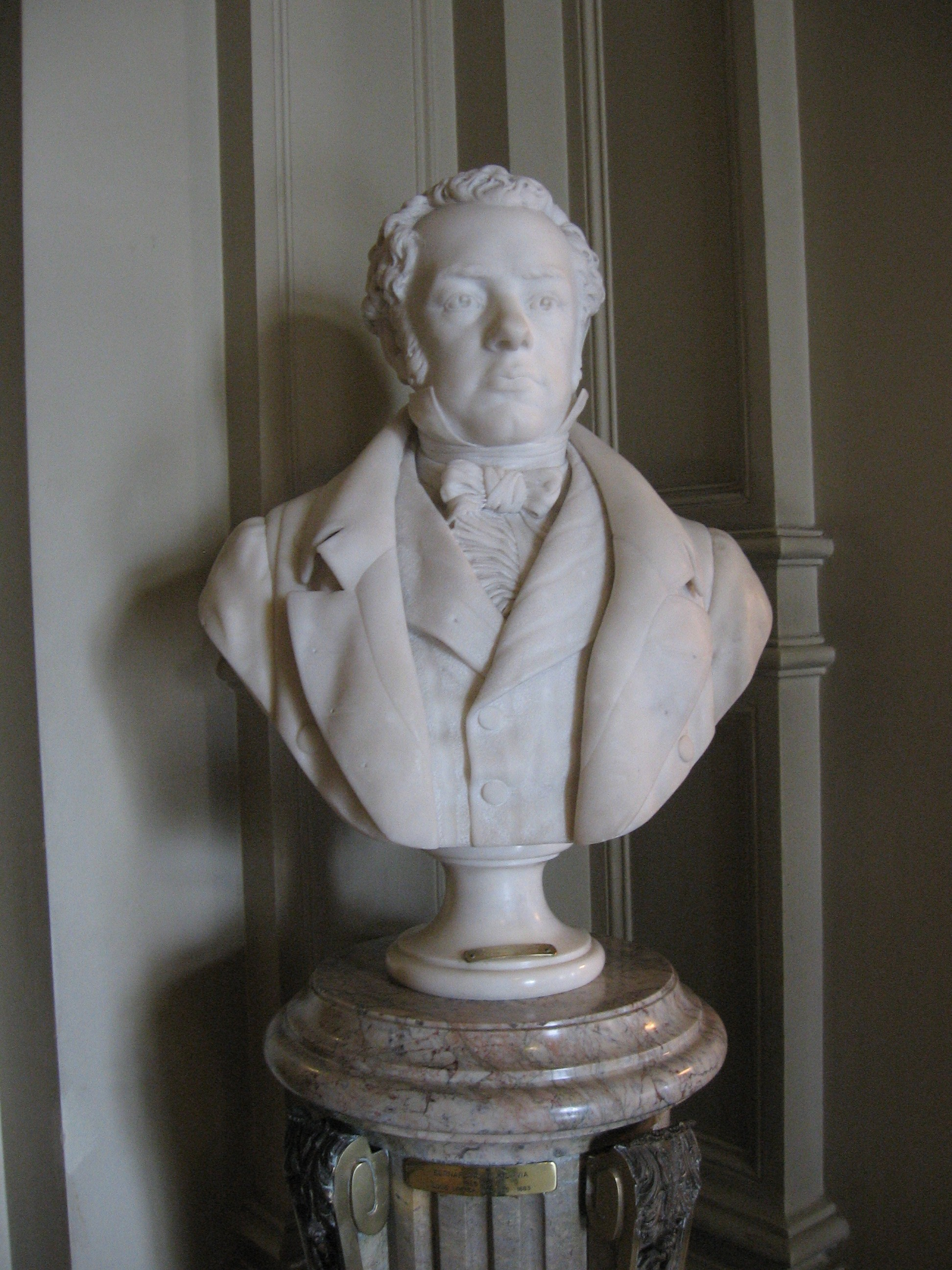
贝纳迪诺·里瓦达维亚 （1826年－1827年）
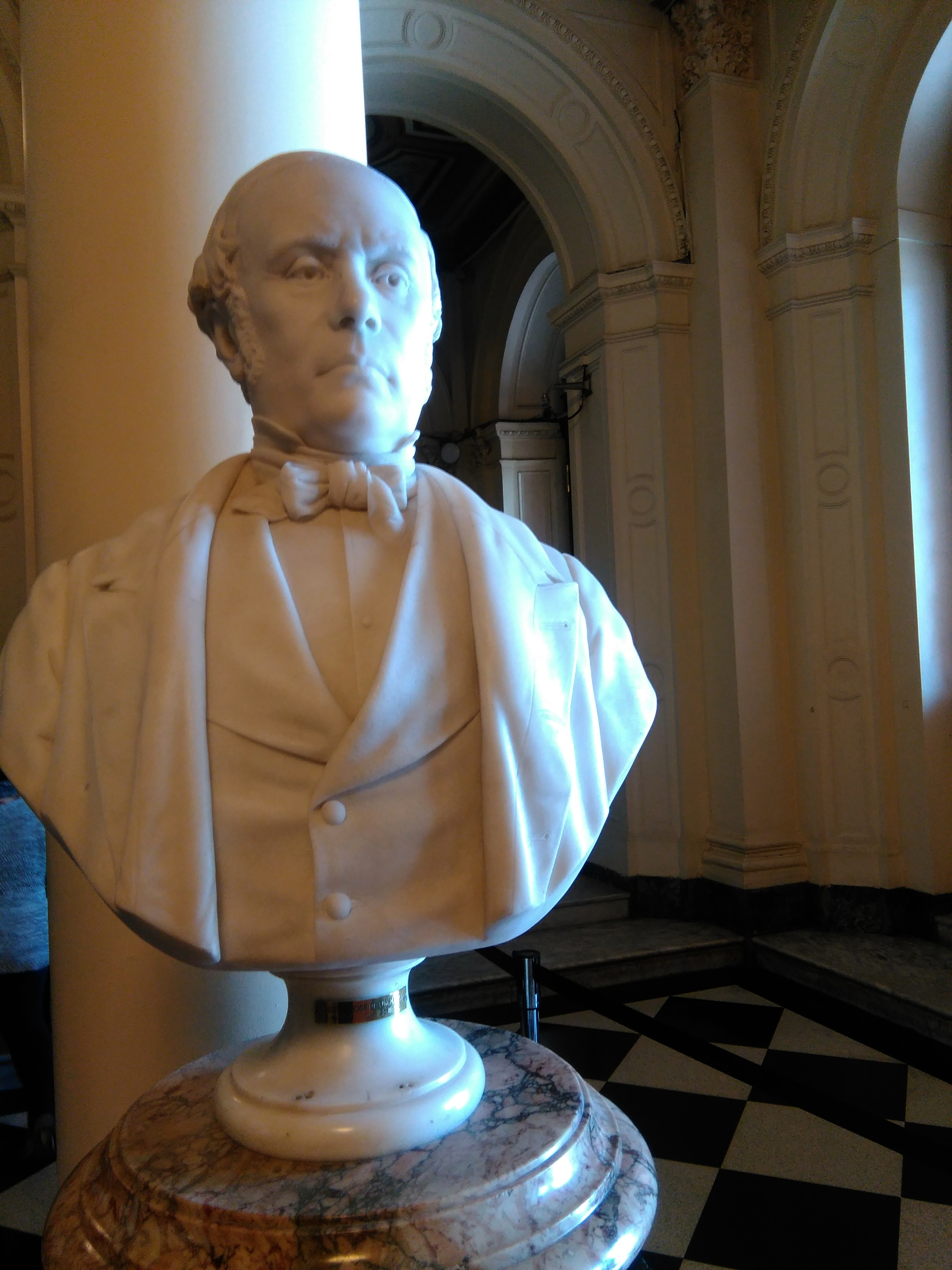
胡斯托·何塞·德乌尔基萨 （1854年－1860年）
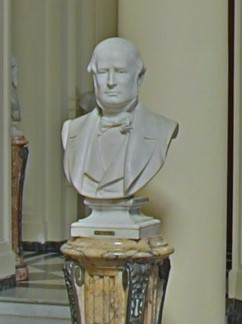
圣地亚哥·德尔基 （1860年－1861年）
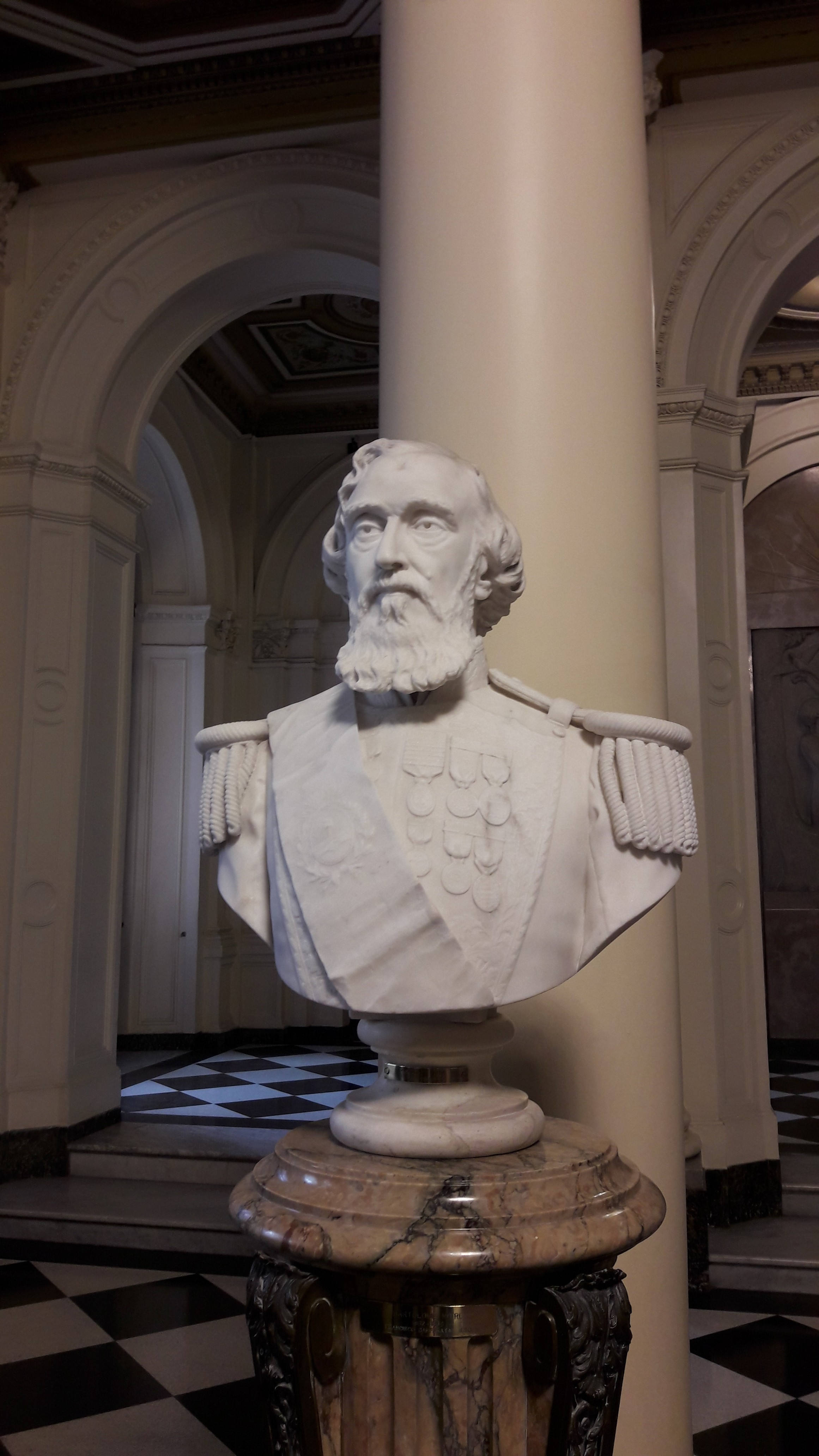
巴托洛梅·米特雷 （1862年－1868年）
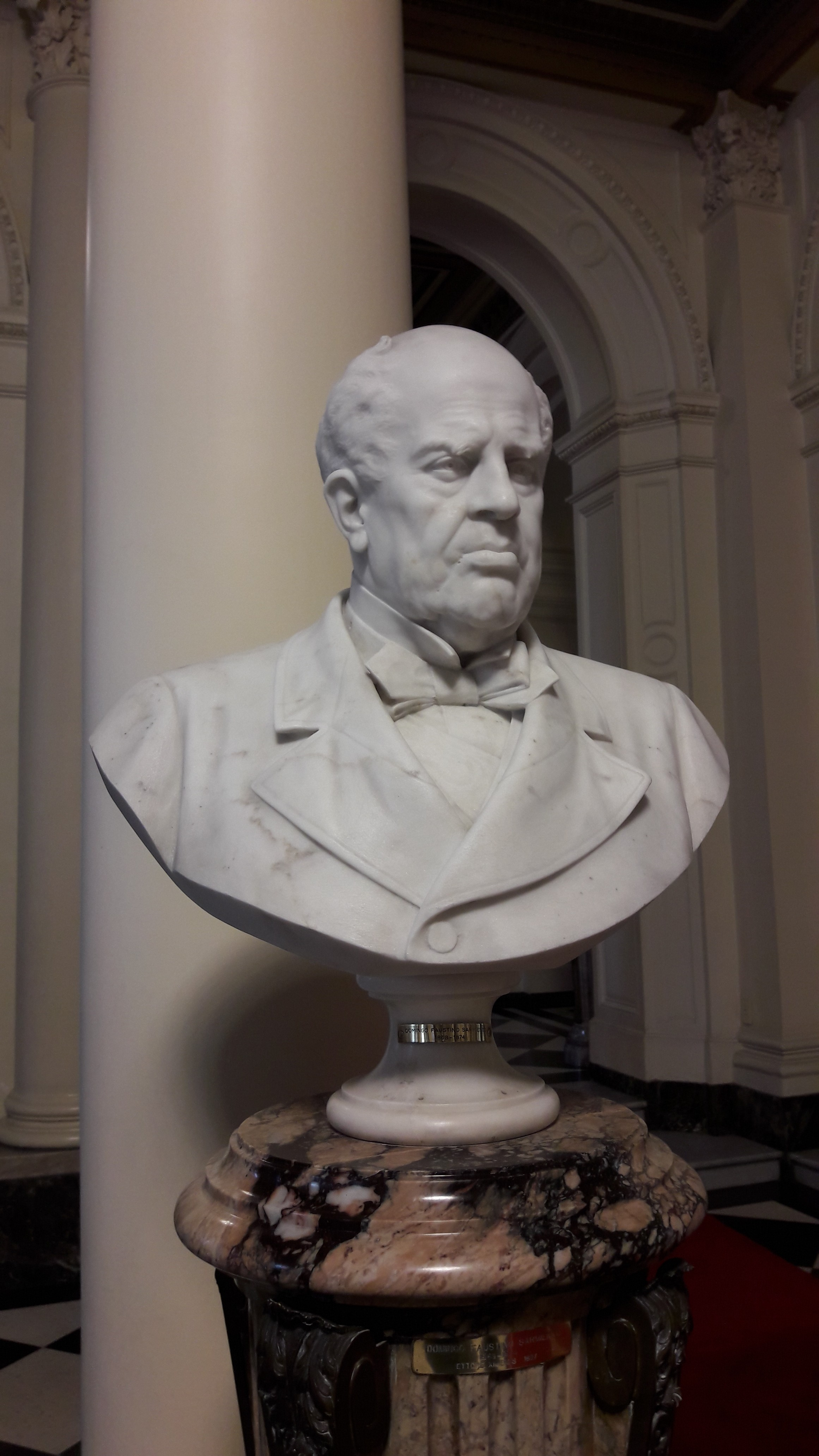
多明戈·福斯蒂诺·萨米恩托 （1868年－1874年）
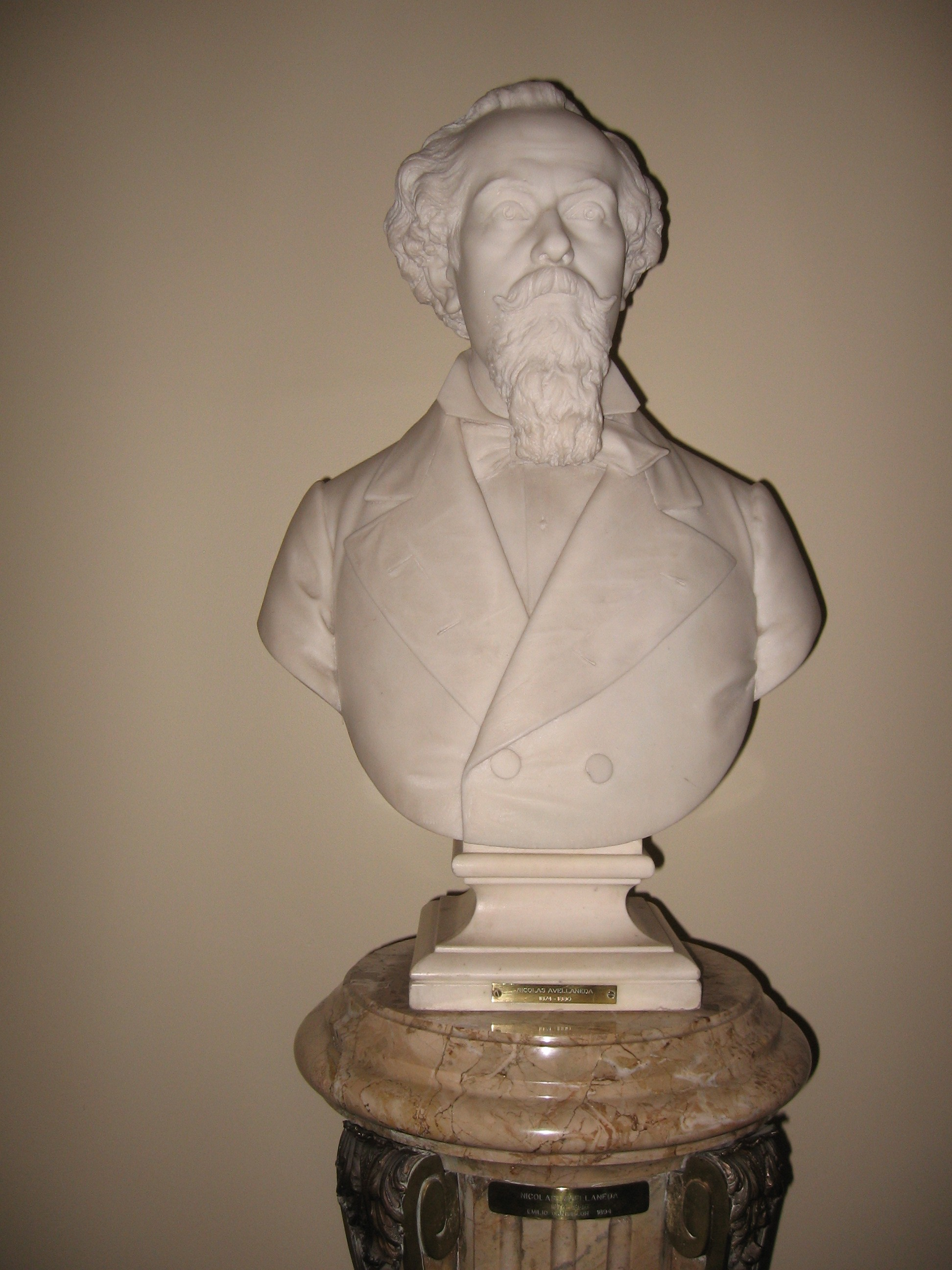
尼古拉斯·阿韦利亚内达 （1874年－1880年）
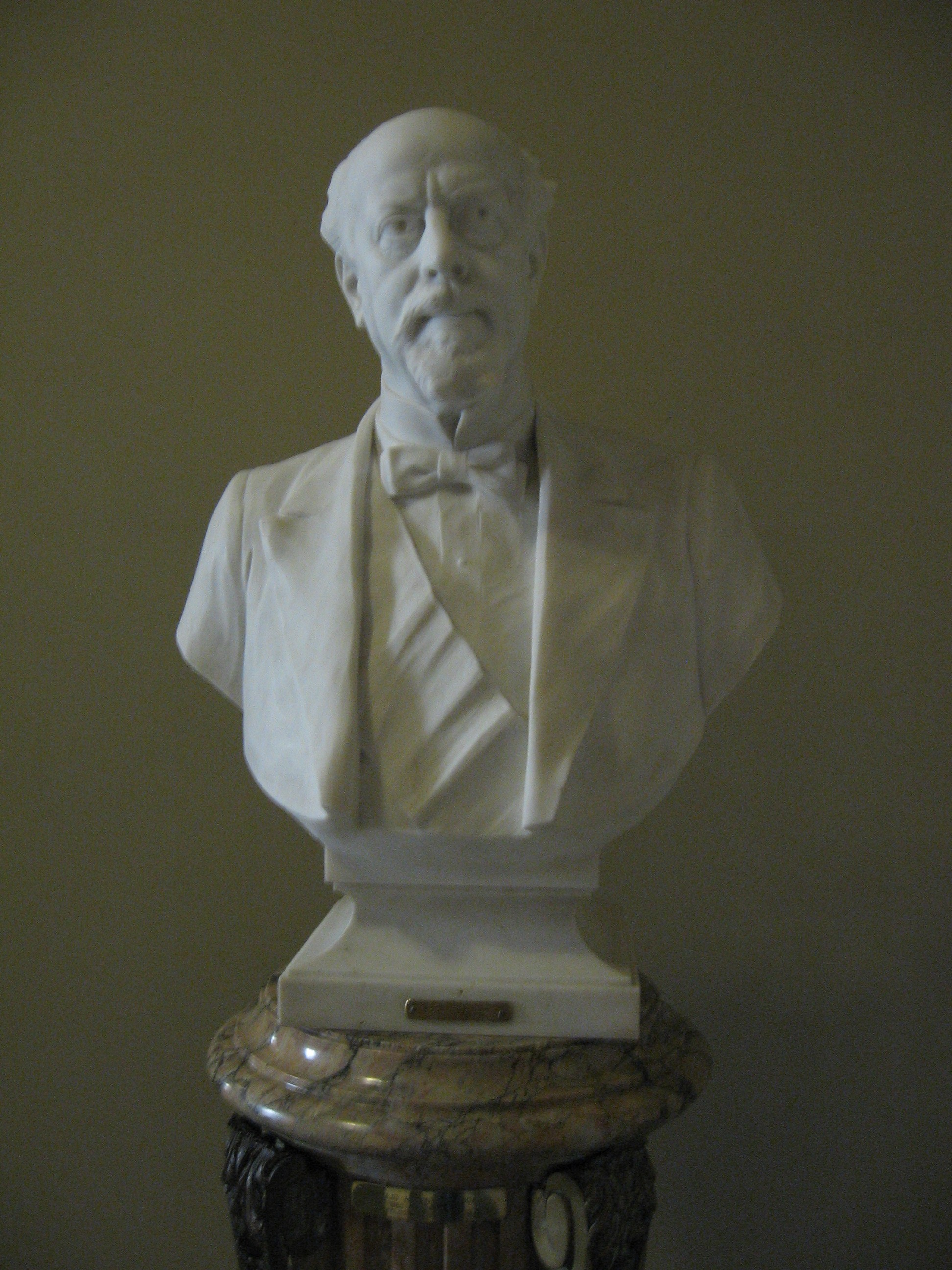
胡利奥·阿根蒂诺·罗卡 （1880年－1886, 1898年－1904年）
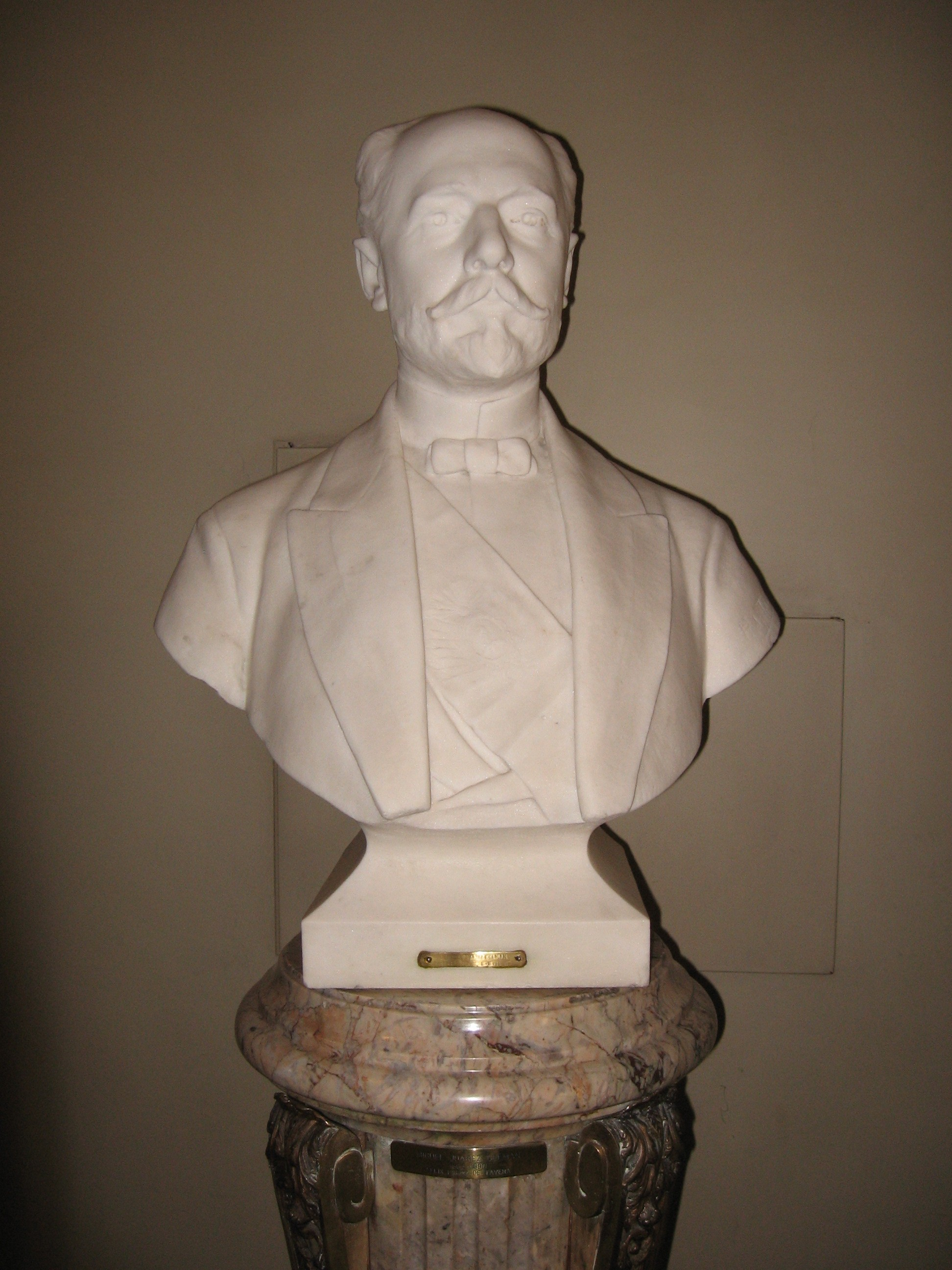
米格尔·华雷斯·塞尔曼 （1886年－1890年）
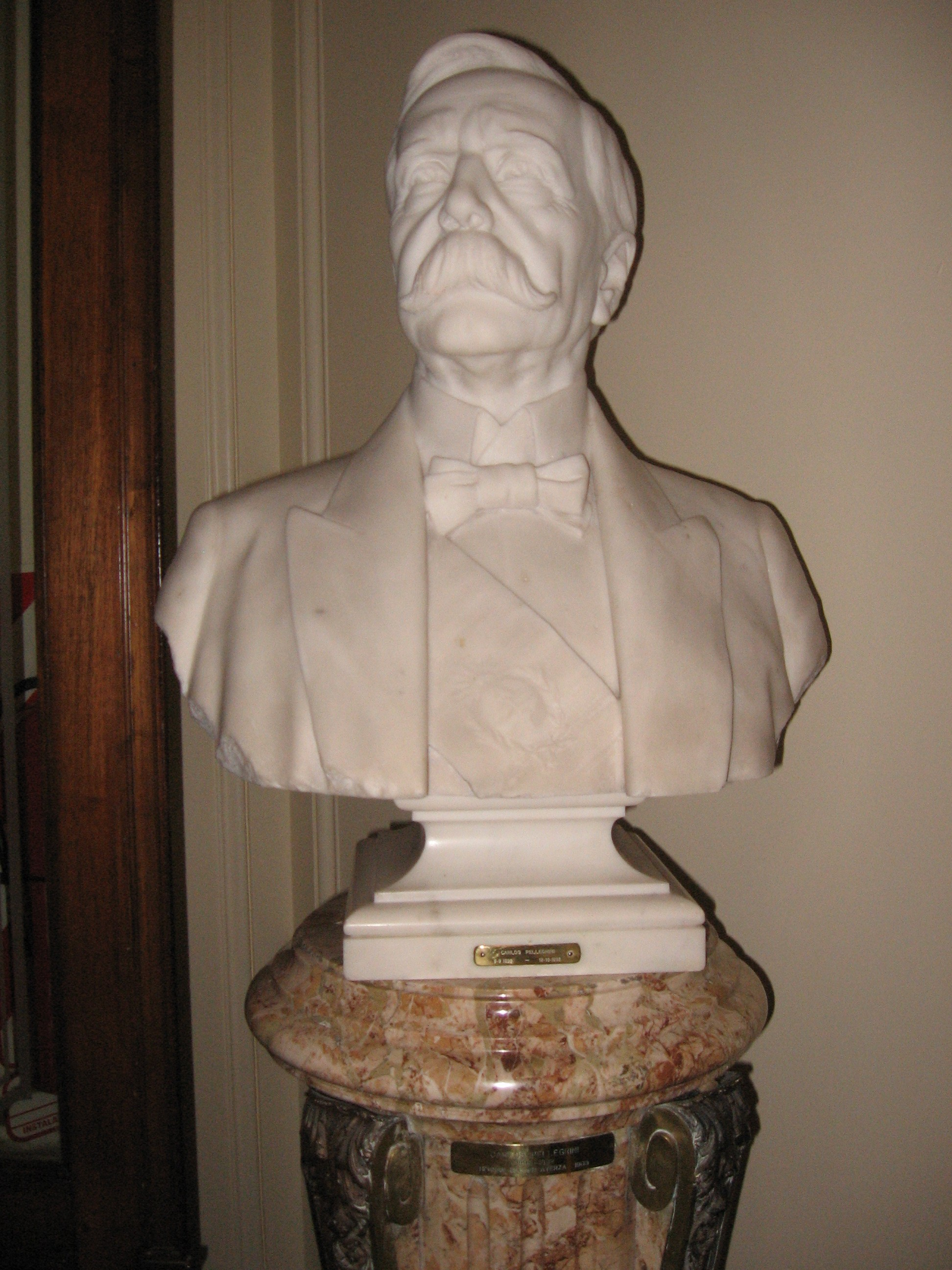
卡洛斯·佩列格里尼 （1890年－1892年）
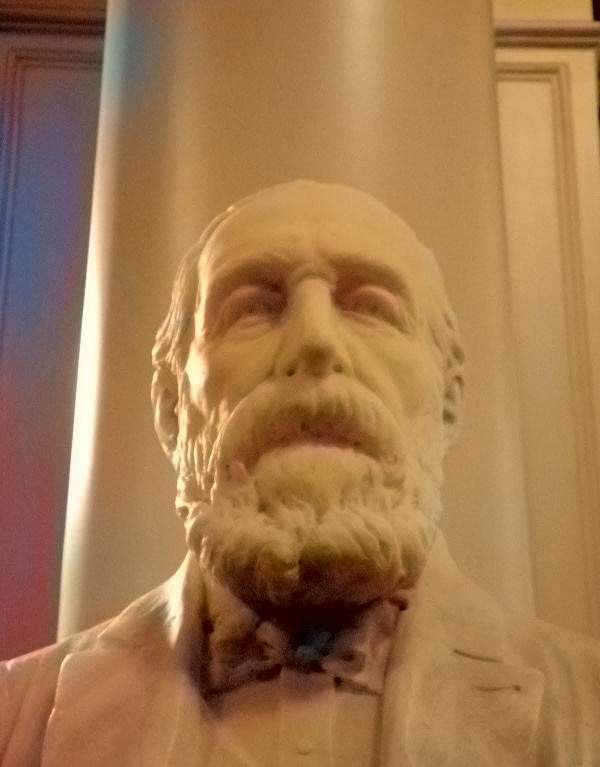
路易斯·萨恩斯·培尼亚 （1892年－1895年）
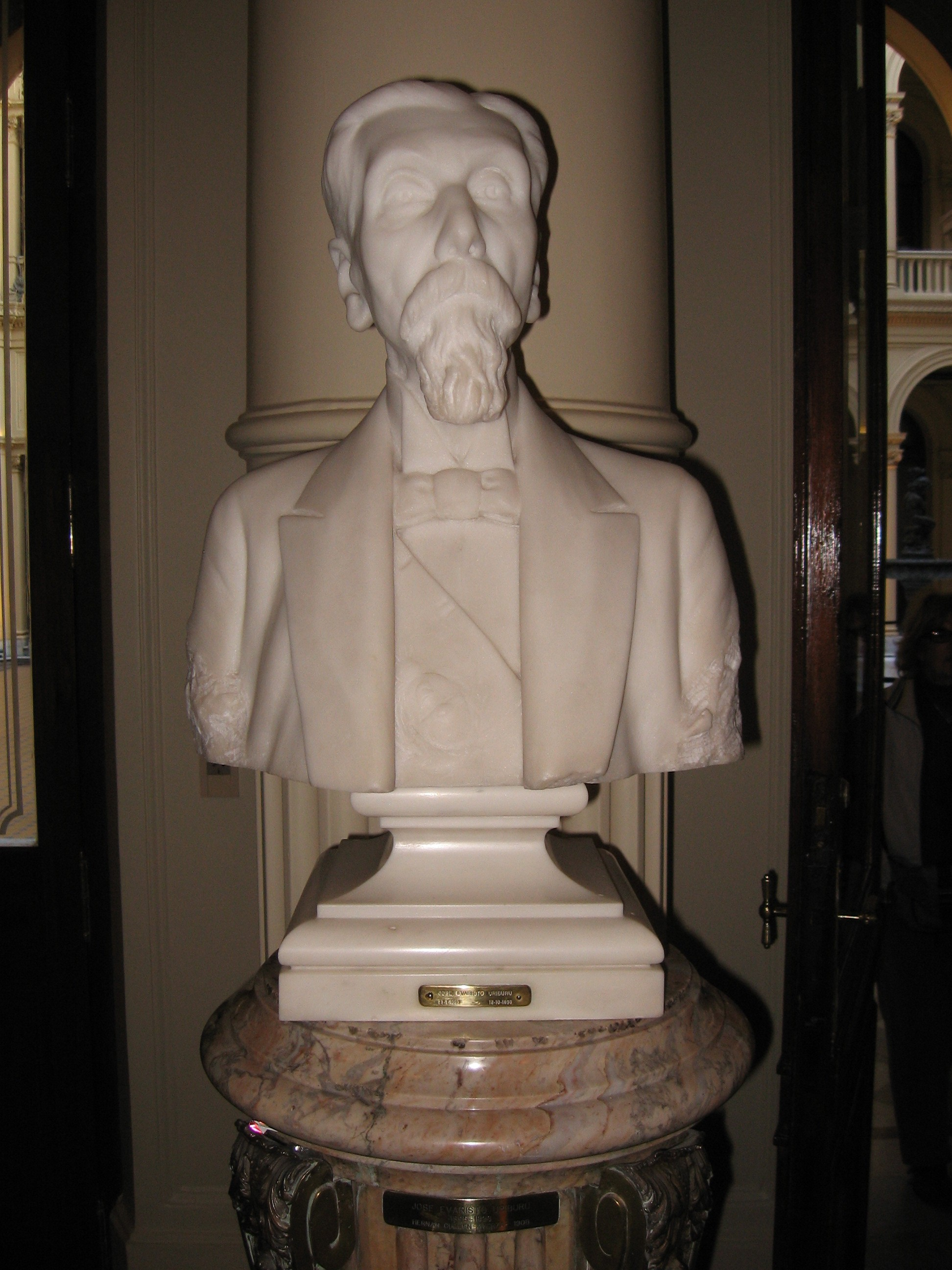
何塞·埃瓦里斯托·乌里武鲁 （1895年－1898年）
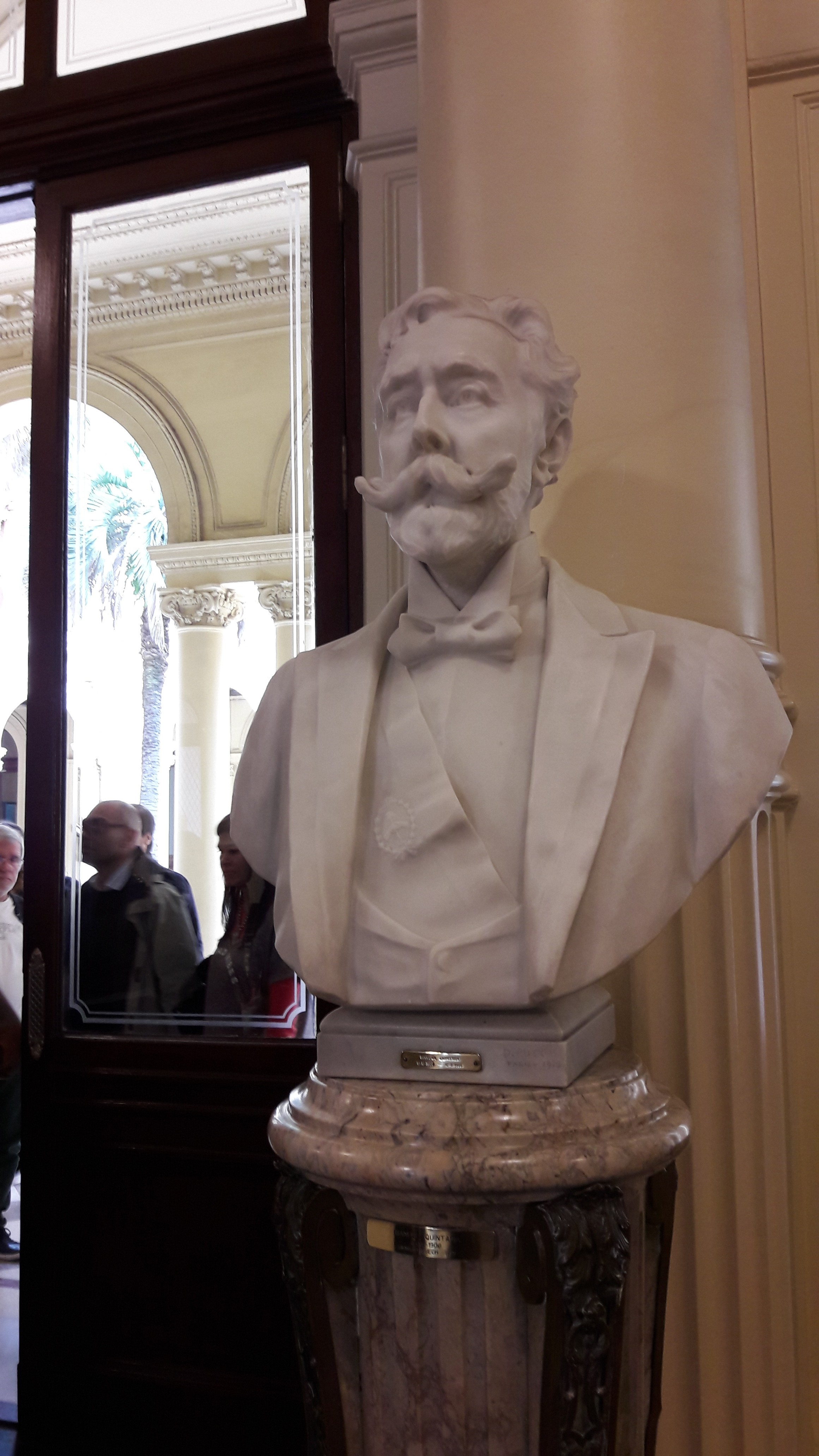
曼努埃尔·金塔纳 （1904年－1906年）
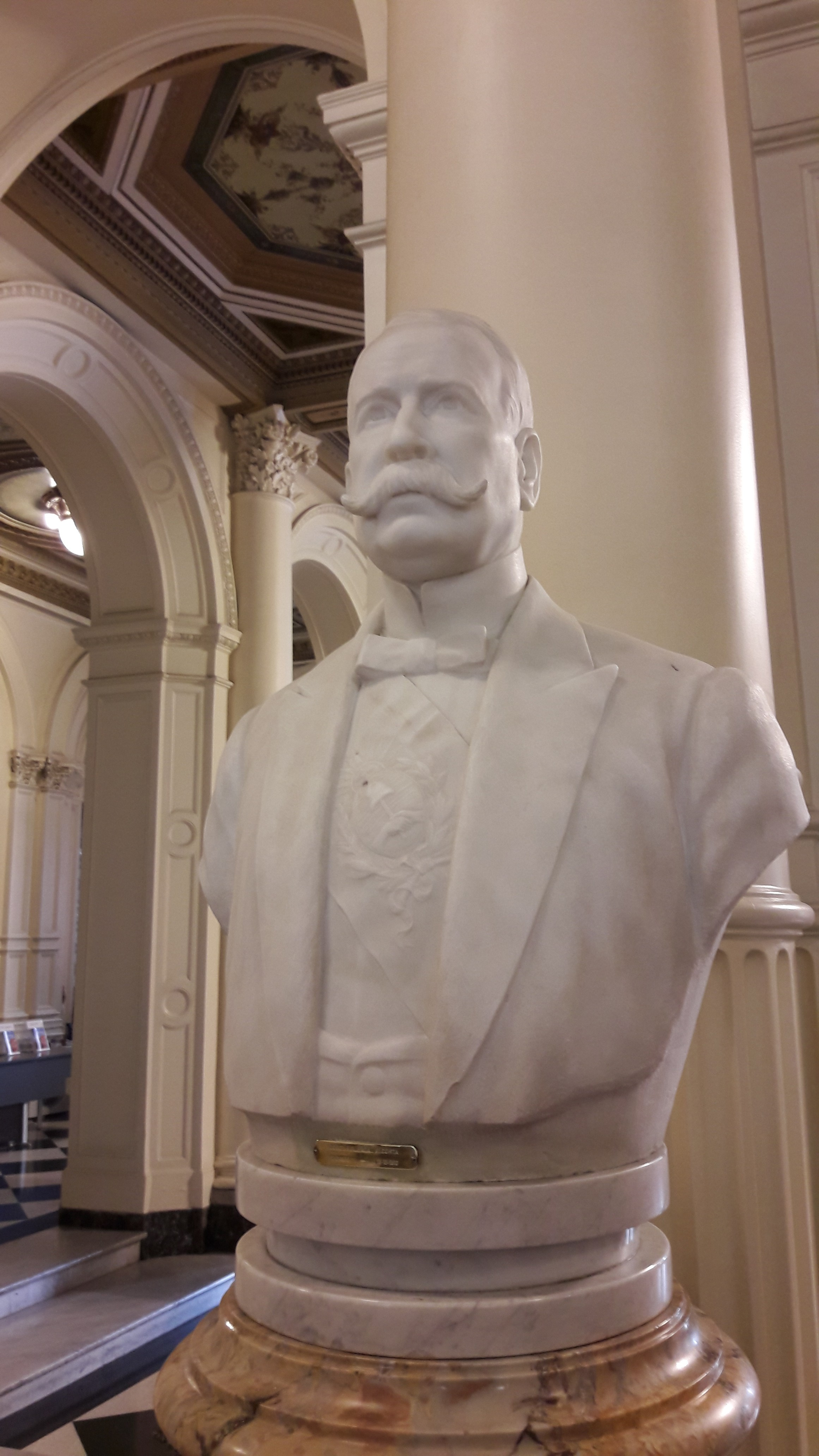
何塞·菲格罗亚·阿尔科塔 （1906年－1910年）
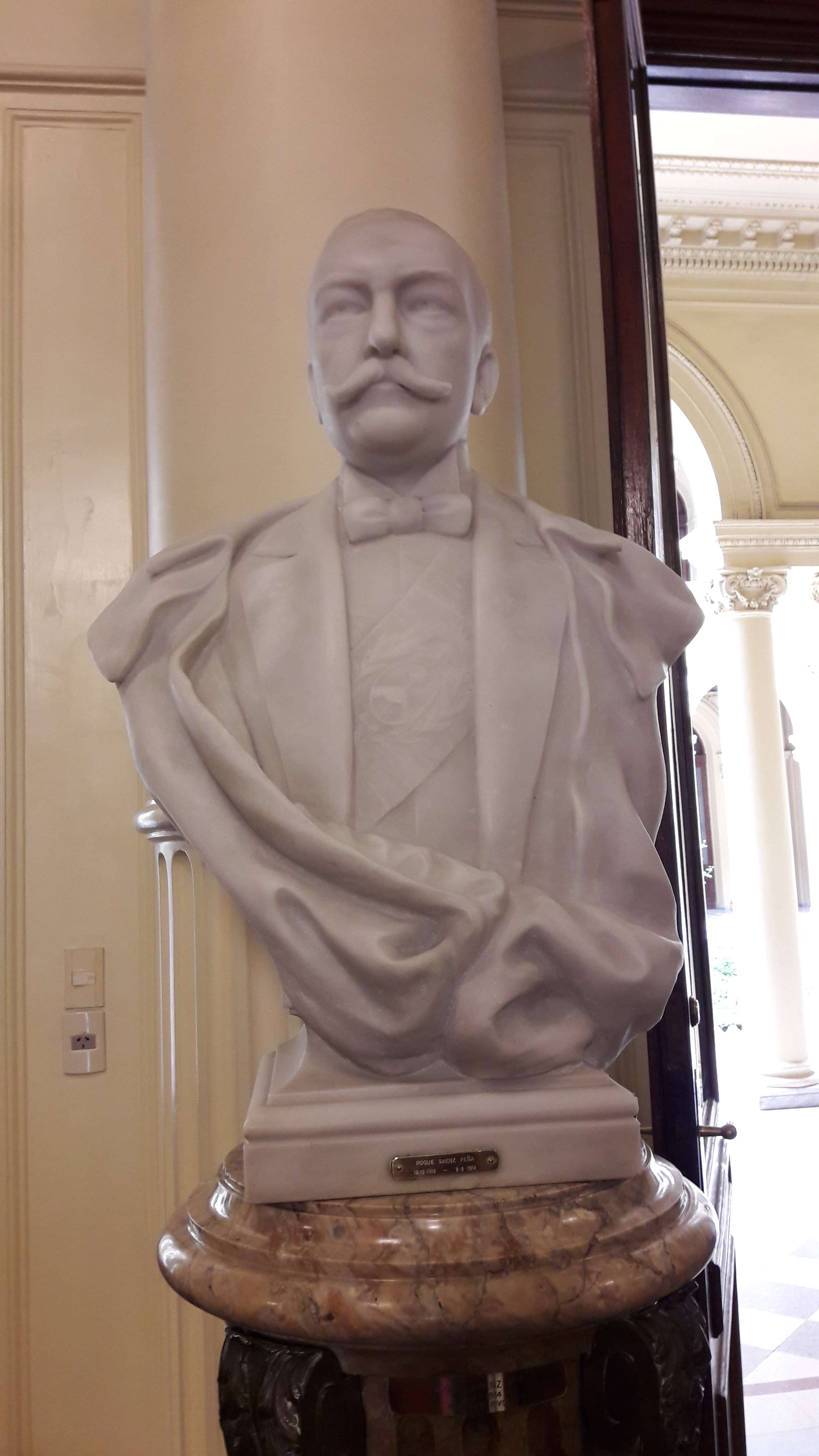
罗克·萨恩斯·培尼亚 （1910年－1914年）
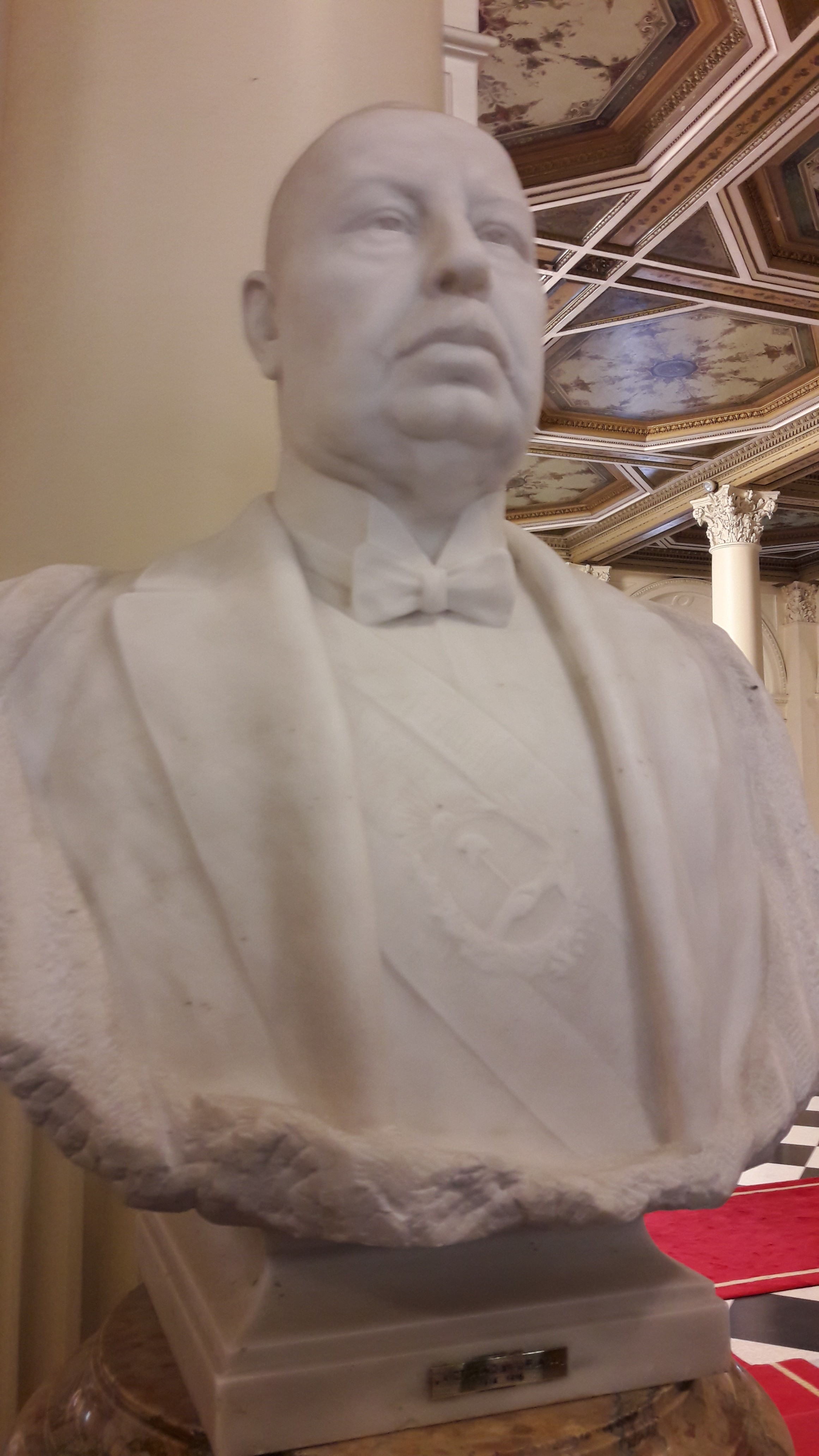
维多利诺·德拉普拉萨 （1914年－1916年）
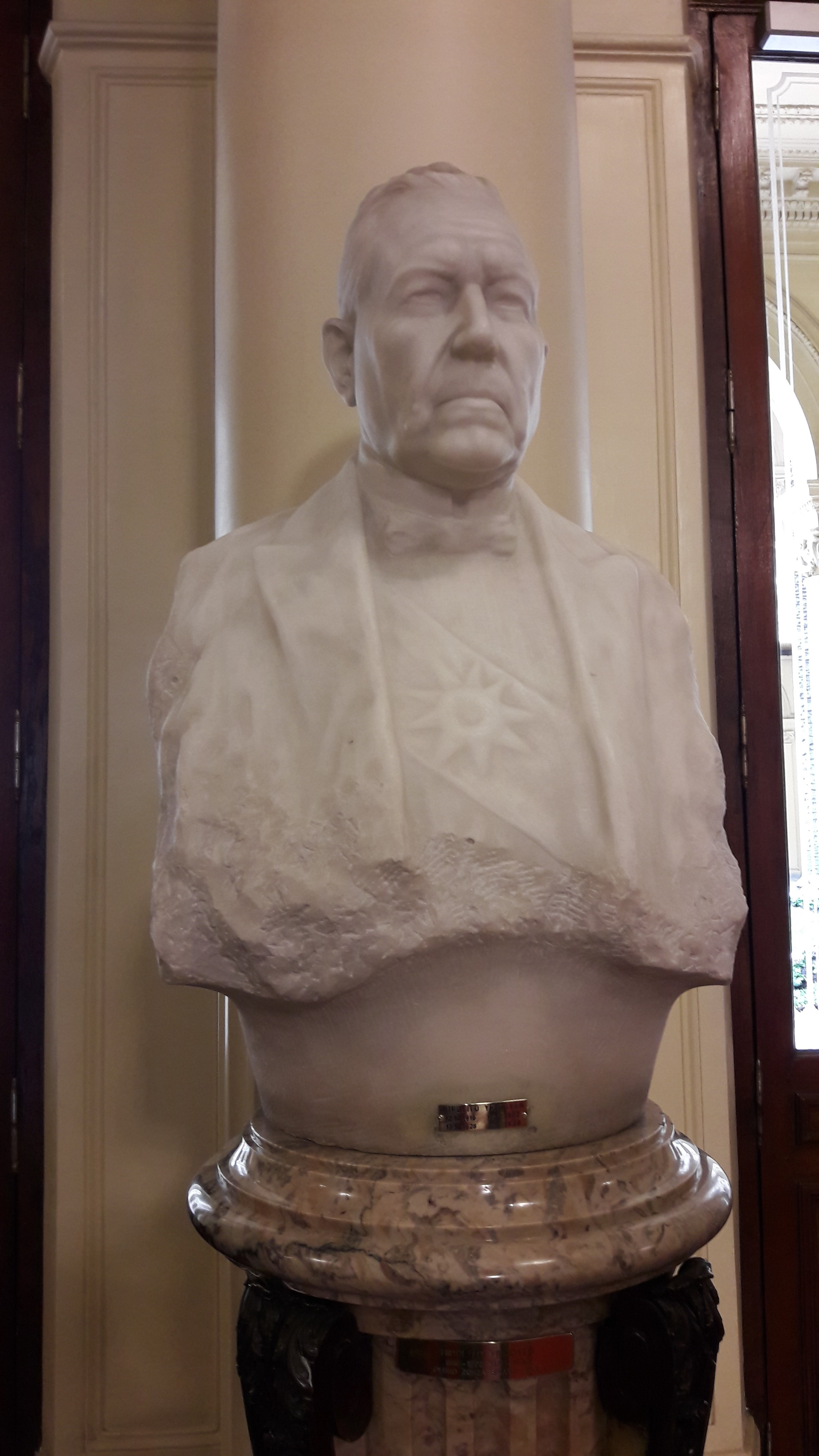
伊波利托·伊里戈延 （1916年－1922, 1928年－1930年）
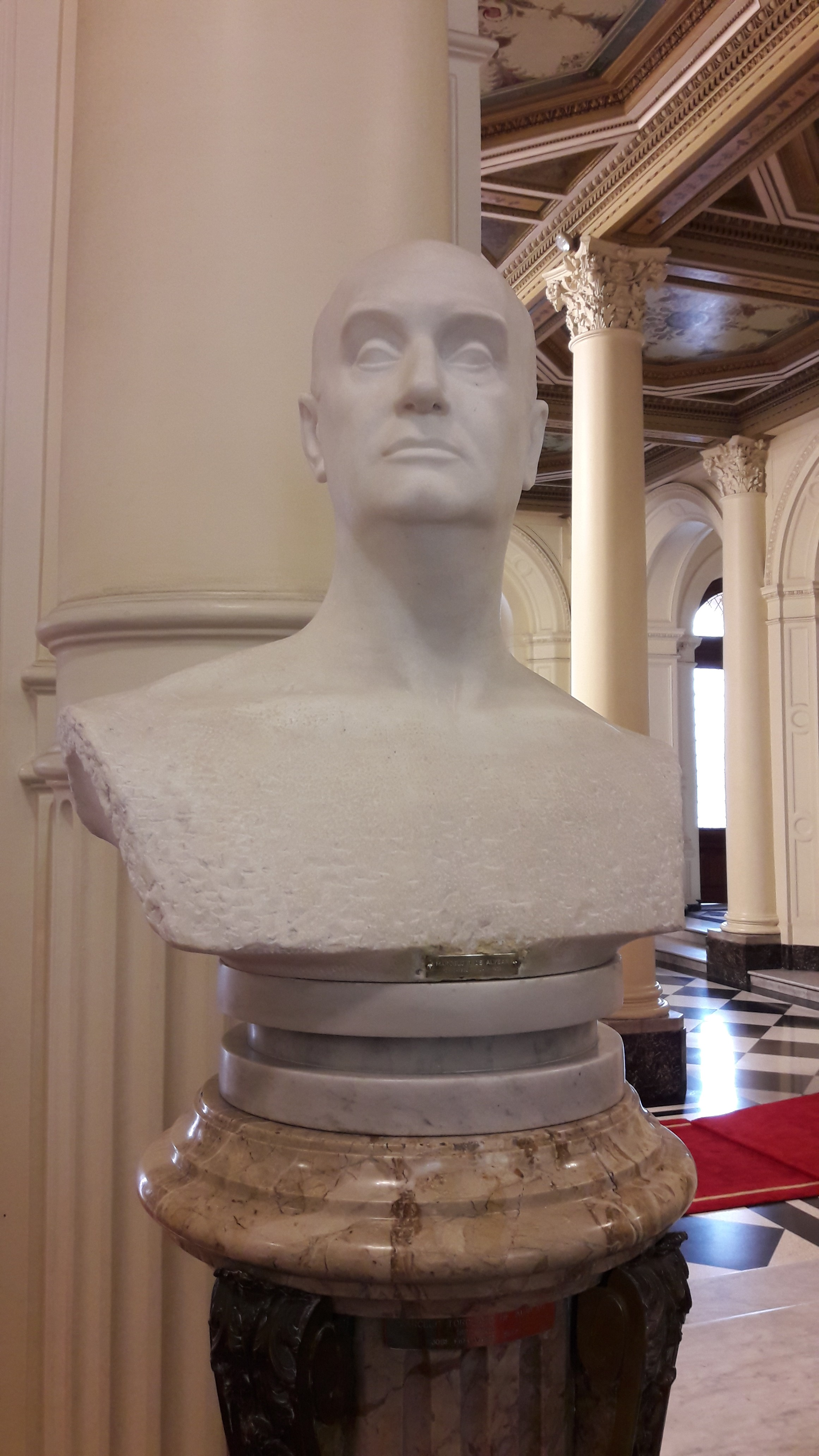
马塞洛·托尔夸托·德·阿尔韦亚尔 （1922年－1928年）
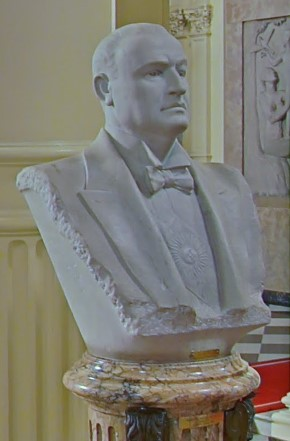
罗伯托·马塞利诺·奥尔蒂斯 （1938年－1942年）
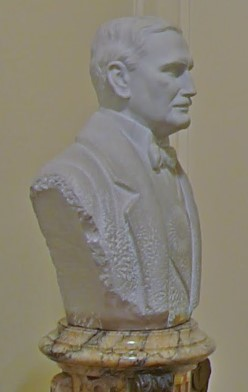
拉蒙·卡斯蒂略 （1942年－1943年）
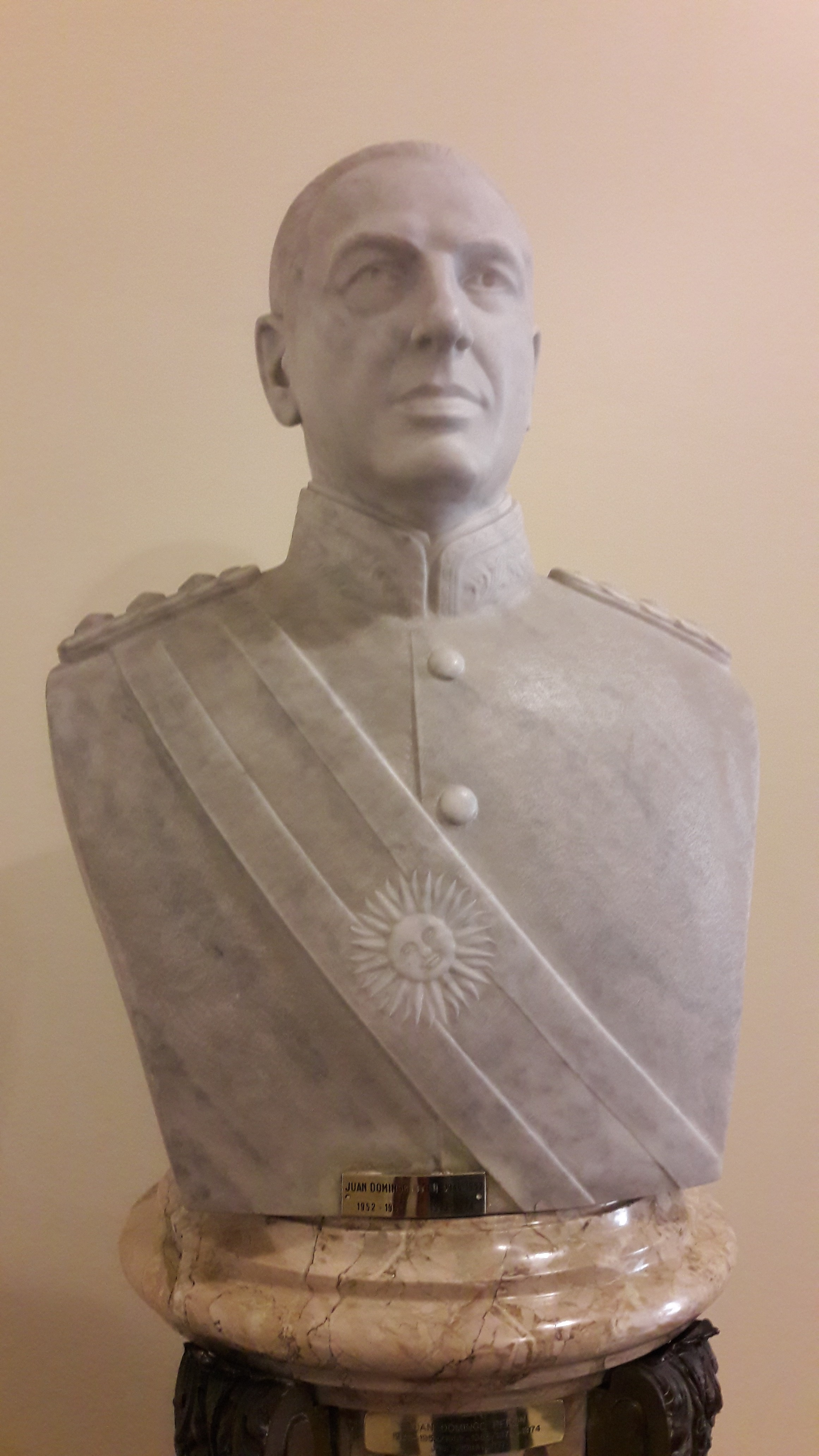
胡安·多明戈·庇隆 （1946年－1955, 1973年－1974年）
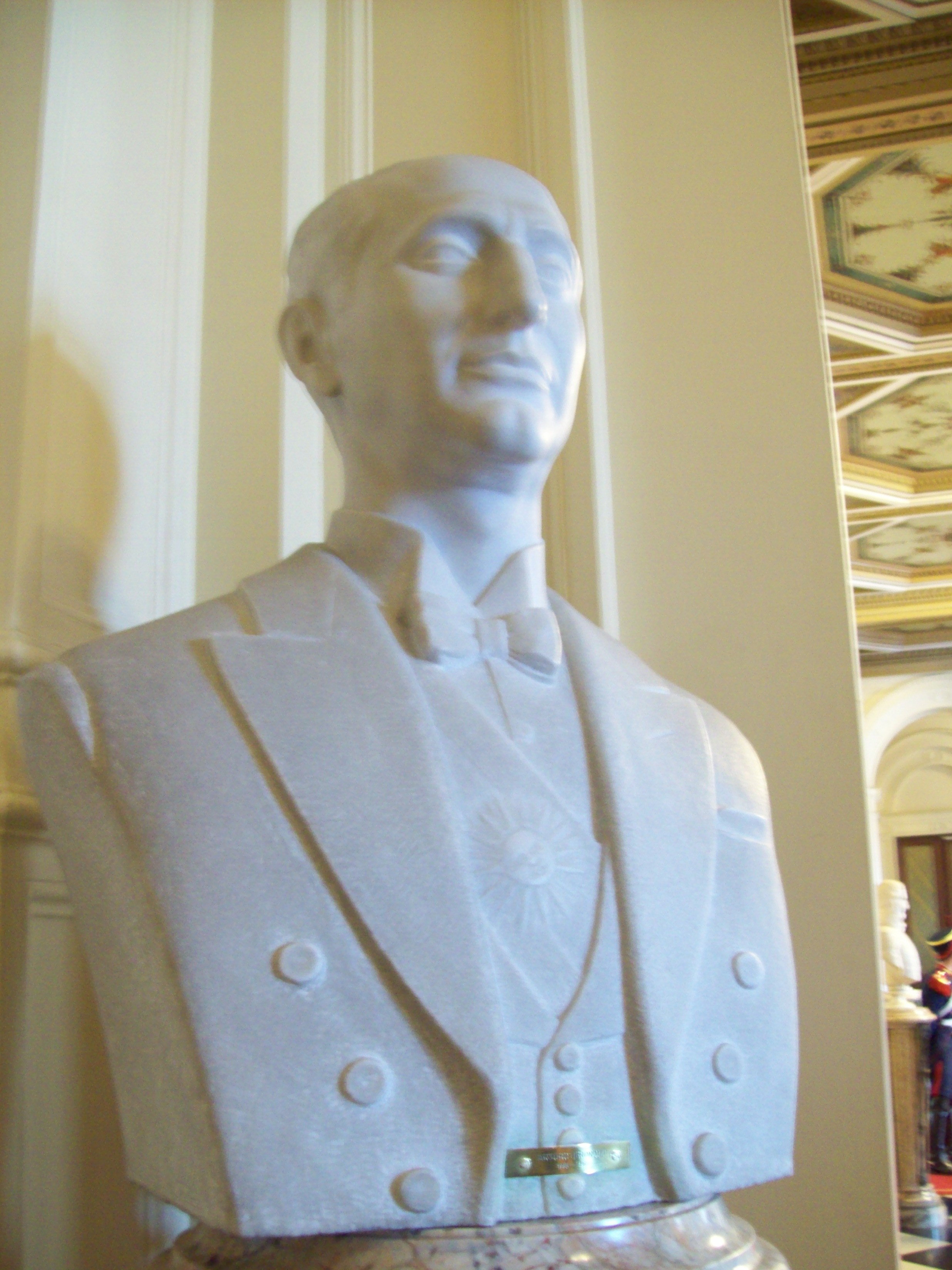
阿图罗·弗朗迪西 （1958年－1962年）
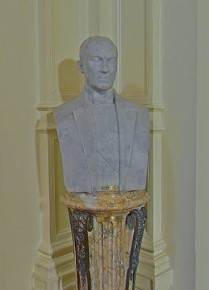
何塞·马里亚·吉多 （1962年－1963年）
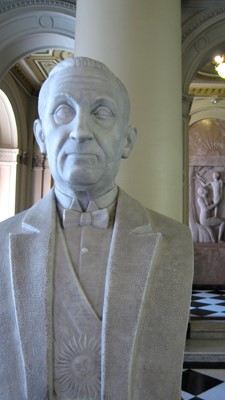
阿圖羅·伊利亞 （1963年－1966年）
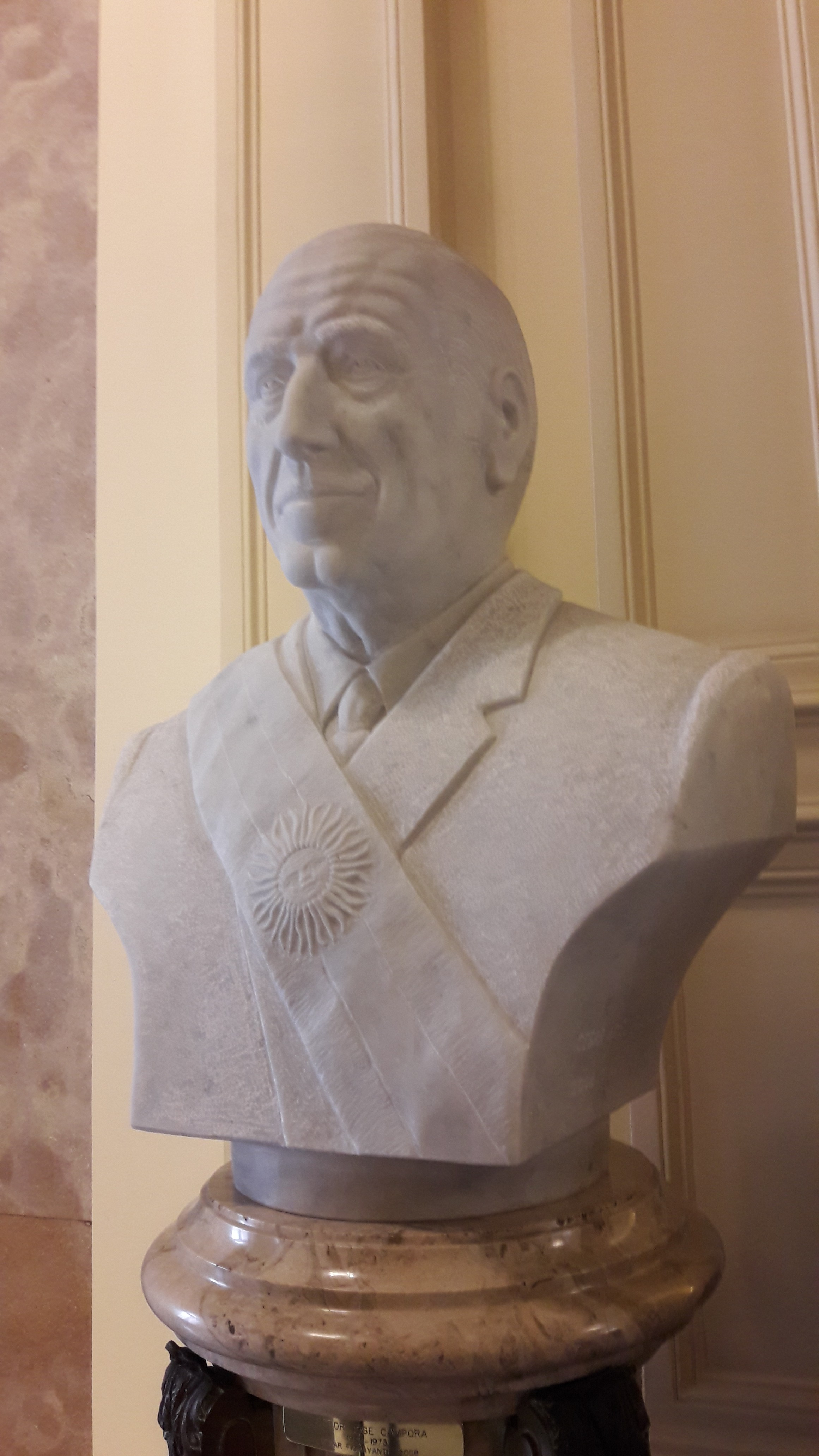
埃克托尔·何塞·坎波拉 （1973年）
劳尔·阿方辛 （1983年－1989年）